# Céline Dion
Pour les articles homonymes, voir Céline, Dion et Celine Dion (album).
Céline Dion (née le 30 mars 1968 à Charlemagne, au Québec) est une chanteuse canadienne. Dernière d'une famille de quatorze enfants, elle connaît un succès presque immédiat dans sa province d'origine, le Québec, dès 1981 avec la chanson Ce n'était qu'un rêve. Une série d'albums francophones, dans les années 1980, consolide sa popularité, alors que le titre D'amour ou d'amitié (1983) lui vaut une première exposition en France. Elle étend sa renommée en gagnant le Concours Eurovision de la chanson en 1988 durant lequel elle représente la Suisse avec la chanson Ne partez pas sans moi. Elle apprend ensuite l'anglais, change de style vestimentaire et signe un contrat chez Epic Records aux États-Unis. Son album anglophone, Unison, sort en 1990 et l'établit comme une artiste pop importante sur les marchés nord-américains et anglo-saxons.
Dans les années 1990, elle atteint une célébrité planétaire, produisant notamment deux albums qui figurent parmi les plus vendus de l'histoire de l'industrie musicale, Falling into You (1996) et Let's Talk About Love (1997), écoulés chacun à plus de 30 millions d'exemplaires à travers le monde. Elle enregistre plusieurs grands succès internationaux qui culminent avec My Heart Will Go On, chanson titre du film Titanic de James Cameron en 1997. Elle continue parallèlement à produire des albums en français destinés aux marchés francophones et marqués par une fructueuse collaboration avec Jean-Jacques Goldman, qui conduit notamment à l'album D'eux (1995), album francophone le plus vendu en France et dans le monde, et S'il suffisait d'aimer (1998).
Dans les années 2000, elle acquiert une solide réputation de femme de scène, notamment avec le spectacle A New Day… Live in Las Vegas présenté à Las Vegas de 2003 à 2007, qui constitue le spectacle en résidence le plus rentable de l'histoire, ou encore avec le Taking Chances World Tour de 2008 à 2009 qui devient l'une des tournées les plus rentables de tous les temps.
Dans les années 2010, elle reprend sa résidence à Las Vegas entre 2011 et 2019 et se produit au cours de plusieurs tournées régionales dans le monde. En 2016, le décès de son mari et agent, René Angélil, qui a largement contribué à presque chaque étape de son succès, représente un tournant dans sa carrière.
Le style musical de Céline Dion s'inspire de diverses influences, du RnB au gospel en passant par le classique et la pop. Enregistrant principalement en français et en anglais, mais aussi occasionnellement en espagnol, italien, allemand, latin, japonais et mandarin, elle est largement considérée et reconnue comme une des voix les plus influentes de la musique pop. Elle reçoit cinq Grammy Awards, y compris ceux de l'album de l'année et de la chanson de l'année, et deux Oscars de la meilleure chanson originale sont décernés à des chansons qu'elle a interprétées. En 2003, la Fédération internationale de l'industrie phonographique l'honore pour la vente de plus de 50 millions d'albums en Europe. Lors des World Music Awards de 2007, elle reçoit le Legend Award en reconnaissance de son « succès mondial et pour sa contribution exceptionnelle à l'industrie de la musique ». D'une manière similaire, elle reçoit le Billboard Icon Award lors des Billboard Music Awards en 2016 afin de récompenser l'ensemble de sa carrière.
Artiste canadienne ayant obtenu le plus grand succès de l'histoire, elle est l'une des artistes ayant vendu le plus de disques, avec plus de 200 millions d'exemplaires écoulés à travers le monde,,.

## Biographie

### Les origines de la famille Dion
La famille de Céline Dion est québécoise. Céline Dion est née le 30 mars 1968 au Québec, dans une petite ville à 25 kilomètres de Montréal. Elle est la 14e enfant de Thérèse Tanguay et Adhémar Dion. La famille Dion est très modeste mais ne manque surtout pas d'amour. Remonter sa lignée paternelle à son premier ancêtre européen révèle un fait surprenant : le nom Dion était à l'origine Guyon ou Guion, et fut modifié il y a environ 7 générations pour le nom de Dion. 

### Enfance et premiers succès (1968-1986)
Céline Dion naît le 30 mars 1968 à l'hôpital Pierre-Le Gardeur de Repentigny (Québec),,, près de Charlemagne, où réside alors sa famille. Ses parents, Thérèse Tanguay (1927-2020) et Adhémar Dion (1923-2003), un couple de Canadiens français, ont eu quatorze enfants (Céline étant la dernière). Sa mère choisit son prénom en entendant la chanson Céline d'Hugues Aufray; ses autres prénoms (Marie et Claudette) lui viennent de sa sœur et marraine, Claudette Dion, ainsi que de la tradition catholique québécoise qui veut que chaque fille porte le prénom Marie. Son enfance est bercée par la musique, chacun des membres de sa famille jouant d'un instrument. Elle reçoit sa première clarinette soprano à l'âge de quatre ans mais c'est pour le chant qu'elle semble avoir plus de facilité.[réf. nécessaire] Le 18 août 1973, à l'âge de cinq ans, elle chante pour la première fois devant un public pour le mariage de son frère Michel, où elle interprète Du fil, des aiguilles et du coton, de Christine Charbonneau. Plus tard, elle se donne en spectacle avec ses frères et sœurs en chantant dans le restaurant de ses parents, Le Vieux Baril. À l'école, elle est souvent absente et cumule les mauvaises notes.
En 1980, alors âgée de douze ans, elle collabore avec sa mère et son frère, Jacques, pour composer, écrire et enregistrer sa première chanson, Ce n'était qu'un rêve. Un autre de ses frères, Michel, envoie l'enregistrement à l'impresario René Angélil (dont il a découvert le nom sur le dos d'une pochette d'album de Ginette Reno). Ce dernier, qui vient d'être remercié par Ginette Reno, se retrouve sans travail et pense aller étudier le droit.
En février 1981, après insistance de la part de la famille Dion, il écoute l'enregistrement envoyé quelques semaines auparavant. Impressionné par la voix de la jeune fille, il décide de la convoquer. Pour s'assurer de ses capacités, il lui demande de chanter Ce n'était qu'un rêve, dans le bureau où se déroule l'entretien. Convaincu et croyant à son potentiel vocal, il décide alors d'hypothéquer sa maison, afin de financer les premiers albums de la chanteuse. Le 19 juin 1981, elle fait sa première apparition à la télévision au Québec, chez Michel Jasmin. À l'automne, les deux premiers albums de Céline Dion sortent simultanément : le premier, La Voix du Bon Dieu, comporte quatre titres écrits par le parolier français Eddy Marnay (qui deviendra son parolier principal dans les années 1980) ; le deuxième, Céline Dion chante Noël, est un recueil de chants de Noël.
En 1982, le single Ce n'était qu'un rêve (sorti au Québec l'année précédente) est commercialisé en France. Céline Dion apparaît pour la première fois à la télévision française dans l'émission pour la jeunesse Croque-vacances le 20 août 1982 sur TF1,. Elle y interprète la chanson L'amour viendra, quelques mois avant son passage chez Michel Drucker dans l'émission Champs Élysées. Son troisième album, Tellement j'ai d'amour…, sort en septembre au Québec. En octobre, elle gagne la médaille d'or du Best Song Award au Festival mondial de la chanson de Tokyo, où elle représente la France,. Le même mois, Céline âgée de 15 ans abandonne l'école (qu'elle a toujours détestée) pour se consacrer à sa carrière.
Le 29 janvier 1983, elle chante en France au Midem et participe à l'émission de variétés Champs Élysées diffusée en direct en première partie de soirée sur Antenne 2 et présentée par Michel Drucker où elle interprète D'amour ou d'amitié. Elle devient la première Canadienne à obtenir un disque d'or en France. Tandis qu'un quatrième album, Les Chemins de ma maison, paraît au Québec, elle sort son premier album en France, Du soleil au cœur (une compilation de titres issus de ses albums québécois). En fin d'année, Céline Dion lance un second album de Noël, Chants et contes de Noël.
En 1984, elle est choisie pour représenter la jeunesse de son pays pour la venue du pape Jean-Paul II au Stade olympique de Montréal le 11 septembre, où elle chante Une colombe devant 65 000 personnes. À la suite de cet évènement, cette chanson devient alors un succès au Québec. Céline Dion sort 3 albums cette année-là : Mélanie (un album studio), Les Plus Grands Succès de Céline Dion (une compilation) et Les Oiseaux du bonheur (son second album à sortir en France, là encore une compilation de titres parus sur ses précédents albums), dont est extrait le single Mon rêve de toujours. En août, elle participe à la célébration du 450e anniversaire de la découverte du Canada par Jacques Cartier, en chantant devant plusieurs dizaines de milliers de spectateurs. Fin 1984, elle assure la première partie de Patrick Sébastien en France durant deux mois, en province puis à l'Olympia de Paris.
En 1985, elle participe à la chanson caritative québécoise Les Yeux de la faim, pour venir en aide aux enfants de l'Éthiopie. Elle sort un huitième album au Québec, C'est pour toi, et y effectue sa première vraie tournée (de laquelle sortira son premier album live Céline Dion en concert, contenant plusieurs reprises de chansons en anglais). La même année, elle participe à la bande originale Opération beurre de pinotte, dont sont issus les singles Dans la main d'un magicien et Listen to the Magic Man (son 1er titre enregistré en anglais, et également son premier vidéoclip).
En 1986, elle sort en France un single inédit, Billy, avant de faire une pause : en prévision d'une carrière internationale, elle travaille son image (notamment en faisant refaire sa dentition et en changeant de look) et suit des cours d'anglais intensifs chez Berlitz. Après avoir vu une performance télévisée de Michael Jackson, elle souhaite pouvoir intégrer la même maison de disques que lui, et René Angélil entame alors des démarches auprès de CBS Records. Pendant ce temps, un best-of sort (Les Chansons en or), contenant l'inédit Fais ce que tu voudras.

### Début de carrière internationale (1987-1993)
En 1987, elle signe au sein de CBS (qui deviendra Sony Music) et publie l'album Incognito. En plus d'un look totalement renouvelé, Céline Dion modernise son style musical en passant à un son plus commercial, ce qui permet à quatre singles de finir en tête des palmarès québécois. En France, deux inédits sortent, mais ne rencontrent pas le succès (Je ne veux pas et La Religieuse, signé Didier Barbelivien). Fin 1987, à la suite du succès d'Incognito au Québec, elle est invitée aux Juno (cérémonie se déroulant au Canada anglais et diffusée dans tout le pays). Afin de pousser sa carrière internationale, René Angélil lui fait interpréter une version anglophone de Partout je te vois (présente sur l'album Incognito), Have a Heart. Sa prestation est très appréciée par le public et la critique.
Céline Dion fait partie des neuf artistes candidats de la sélection suisse pour le Concours Eurovision de la chanson 1988 avec la chanson Ne partez pas sans moi, écrite par Nella Martinetti, sur une musique d'Atilla Şereftuğ. Les chansons ont été choisies par divers jurys et experts. Le 6 février, au terme de l'émission se déroulant au théâtre de Beausobre à Morges et présentée par Serge Moisson, elle remporte grâce aux votes des téléspectateurs, la sélection pour être la représentante de la Suisse au Concours Eurovision de la chanson, alors que sa tournée Incognito au Québec a juste démarré en janvier 1988. Le 30 avril 1988, elle représente donc la Suisse au 33e Concours Eurovision de la chanson se déroulant au Simmonscourt Pavilion à Dublin en Irlande. Elle passe en 9e position sur les 21 pays participants avec la chanson Ne partez pas sans moi sous la direction d'Attila Sereftug, qui est également le compositeur de la chanson. Après le vote final des pays, elle remporte le concours, devançant seulement d'un point le représentant du Royaume-Uni Scott Fitzgerald, deuxième du classement avec la chanson Go,. Elle donne la deuxième victoire à la Suisse au Concours Eurovision 32 ans après Lys Assia. Elle reçoit, avec les auteurs-compositeurs de la chanson, le trophée des mains de Johnny Logan (vainqueur de l'Eurovision 1987 et 1980). Céline Dion se fait ainsi mieux connaître en Europe et publie une cinquième compilation The Best of Celine Dion. En parallèle, elle continue la tournée Incognito au Québec jusqu'en décembre 1988.
Le 6 mai 1989, elle est invitée au 34e Concours Eurovision de la chanson se tenant au palais de Beaulieu de Lausanne en Suisse. Elle se produit en ouverture du spectacle. Elle chante tout d'abord une partie de Ne partez pas sans moi, la chanson gagnante de l'année précédente. Les présentateurs de la soirée Jacques Deschenaux et Lolita Morena la rejoignent quelques instants puis elle interprète intégralement en anglais la chanson Where Does My Heart Beat Now. Juste avant sa prestation, la présentatrice précise que Céline Dion a « choisi de chanter son premier titre en anglais, ce soir (là), en première mondiale ». À la fin du concours, elle remet le trophée au groupe yougoslave Riva, vainqueur avec la chanson Rock Me.
Bien que la chanson Ne partez pas sans moi n'ait eu qu'un succès commercial modéré, le concours Eurovision est un tremplin pour Céline Dion sur la scène internationale. En 1989, elle s'engage dans une carrière internationale. Alors qu'initialement, seules des versions anglaises de Incognito étaient prévues, sa maison de disques lui propose d'enregistrer trois duos (dont Can't Live With You, Can't Live Without You avec Billy Newton-Davis), avant que David Foster n'accepte de la produire, permettant ainsi de présenter des titres inédits,.
Son premier album anglophone, Unison, sort finalement en 1990, largement influencé par le style soft rock des années 1980. Les critiques sont plutôt bonnes, qualifiant l'album de « début américain raffiné, sophistiqué », interprété « avec goût, sans fioritures ». Si les singles (If there was) Any other way, Unison et The last to know ne rencontrent qu'un succès d'estime, le titre Where Does My Heart Beat Now décolle aux États-Unis et atteint la 4e place du Billboard Hot 100 en mars 1991.
Alors qu'elle entame sa carrière aux États-Unis, une polémique voit le jour au Québec à propos de son engagement dans une carrière anglophone,. Au gala des Prix Félix 1990, elle refuse le trophée « artiste anglophone de l'année », s'affirmant en tant qu'artiste québécoise et francophone, et propose de renommer la catégorie,. En octobre 1990, tout juste après avoir entamé la tournée Unison Tour au Québec, elle perd sa voix et on lui diagnostique des nodules. Elle consulte le docteur William Gould (ORL de Luciano Pavarotti, Frank Sinatra et John Kennedy), qui la met devant un ultimatum : se faire opérer ou garder un silence absolu durant trois semaines. Une opération des cordes vocales risquant de rendre sa voix plus rauque et grave, la chanteuse préfère garder le silence. Elle suit ensuite une formation vocale de cinq ans avec le docteur William Riley.
En 1991, aux côtés de personnalités telles que Little Richard, Will Smith, Wayne Gretzky, Kevin Costner, Michelle Pfeiffer et sous la direction de David Foster et Peter Cetera, Céline Dion enregistre une chanson et un clip pour l'opération Voices that care, qui soutient les soldats américains engagés dans la Guerre du Golfe. René Angélil espère ainsi la faire mieux connaître, surtout au Canada anglais où elle a alors peu de notoriété. La guerre ayant été de courte durée, le clip et la chanson sont peu diffusés. Elle enregistre ensuite Dreams to dream, la chanson-thème du dessin animé de Steven Spielberg, Fievel au Far West, composée par James Horner. La chanson est d'abord proposée à Linda Ronstadt (l'interprète de la chanson du premier volet), qui décline alors l'offre avant de revenir sur sa décision et d'être engagée à la place de Céline Dion. Le film et sa chanson sont finalement des échecs commerciaux.
Toujours en 1991, elle poursuit la tournée Unison et chante alors pour la première fois dans des amphithéâtres au Canada anglais. Menant toujours de front une carrière en français et en anglais, elle sort l'album Dion chante Plamondon en novembre (rebaptisé pour la France Des mots qui sonnent), où elle reprend notamment des titres de la comédie musicale Starmania. Pour cet album, Luc Plamondon lui écrit également quatre inédits (Des mots qui sonnent, Je danse dans ma tête, Quelqu'un que j'aime, quelqu'un qui m'aime et L'amour existe encore).[réf. nécessaire]
En 1992, sort son deuxième album anglophone, Celine Dion, combinant un style soft rock à des éléments soul et classiques. Cet album contient Beauty and the Beast (chanson-thème de La Belle et la Bête de Walt Disney), un duo avec Peabo Bryson qui atteint la 9e place du Billboard Hot 100 et remporte l'Oscar de la meilleure chanson originale la veille de la sortie du disque de la chanteuse. Céline Dion chante alors pour la première fois lors de la cérémonie des Oscars, à Los Angeles. La chanson réalise une importante percée internationale, atteignant en autres la 9e position au Royaume-Uni. Figurent également sur cet album les singles Nothing Broken but My Heart (29e du Billboard Hot 100), Water from the Moon, If You Asked Me To (4e du Billboard Hot 100) et Love Can Move Mountains (36e du Billboard Hot 100), ainsi que With this tear composée par Prince. Le 13 juillet, à Los Angeles, elle entame sa première tournée aux États-Unis, en première partie de Michael Bolton pour vingt-cinq dates.
En 1993, elle chante à la cérémonie d'investiture du nouveau président des États-Unis, Bill Clinton, puis poursuit une tournée au Canada. Au cours de l'automne 1993 et dix ans après D'amour ou d'amitié, elle obtient un nouveau succès en France, avec Un garçon pas comme les autres (Ziggy). Le titre se classe no 2 des singles les mieux vendus et reste 36 semaines au total dans ce classement. Le 9 novembre, sort son troisième album anglophone, The Colour of My Love, incluant notamment les singles The Power of Love et Think Twice. Il est écrit sur la pochette de The Colour of My Love selon le désir de la chanteuse « René, you're the colour of my love. L.V. ». Lors de la soirée de lancement de l'album, Céline Dion rend publique à la télévision sa relation amoureuse avec René Angélil lors d'une émission de Sonia Benezra ; leur mariage pour lequel la star porte une robe de mariée iconique,, a lieu le 17 décembre 1994 à la basilique Notre-Dame de Montréal.

### Consécration et notoriété mondiale (1994-1999)

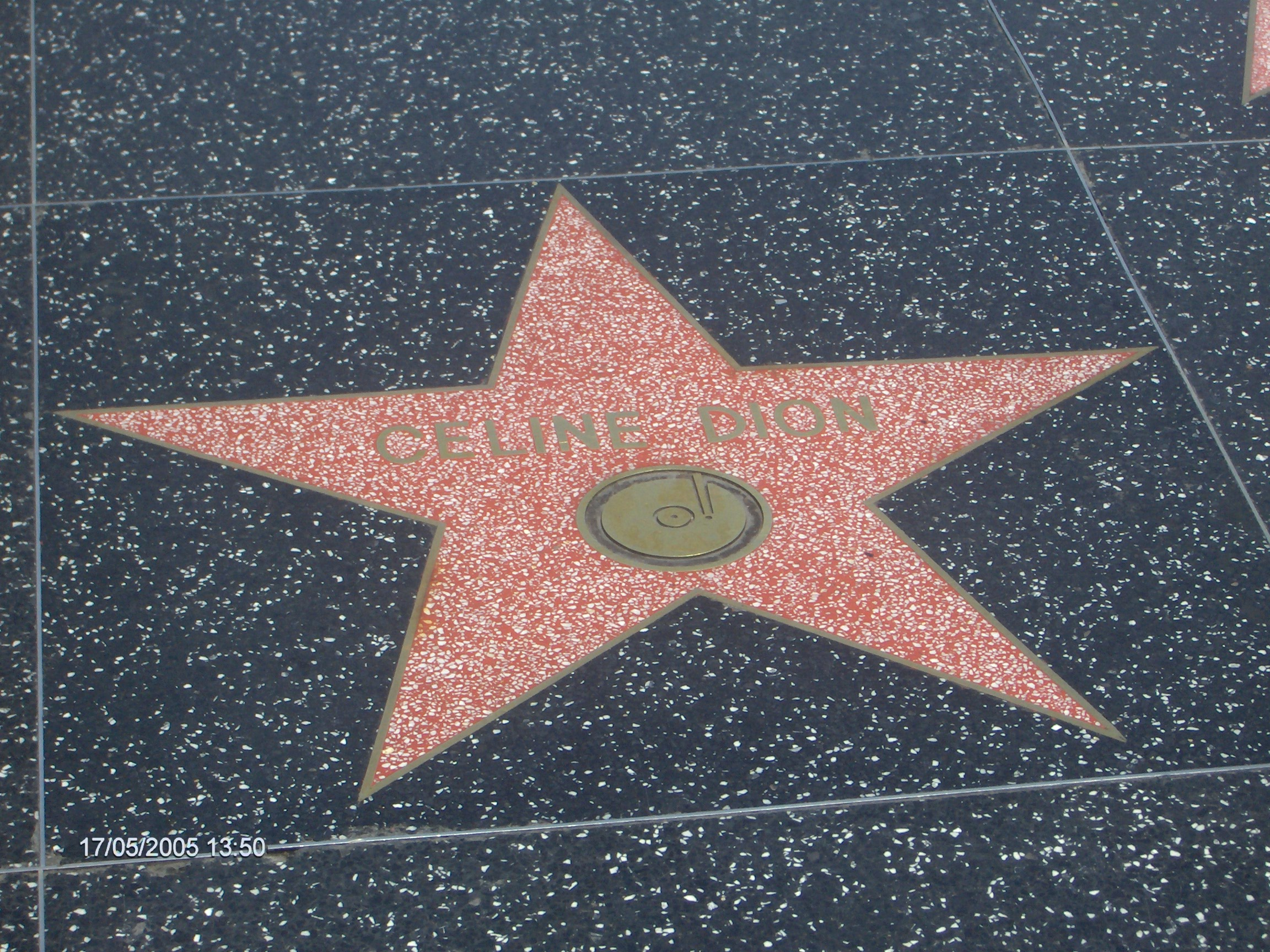
L'étoile de Céline Dion sur le Walk of Fame de Hollywood Boulevard (Los Angeles, Californie).

Entre 1990 et fin 1993, Céline Dion réussit à se faire une place de choix sur le marché anglophone nord-américain, mais ailleurs sa popularité reste inégale. Ce n'est qu'à partir de 1994, et surtout de 1995, qu'elle devient mondialement connue, grâce à des singles au succès différent selon les pays. Dès lors, ses activités artistiques et médiatiques s'intensifient jusqu'en 2000.
Le 12 février 1994, The Power of Love, reprise de la chanson de Jennifer Rush, devient son premier single classé en tête du Billboard Hot 100, où il restera 4 semaines. Ce single fut également son premier no 1 au Canada et en Australie et no 4 au Royaume-Uni. Le 22 février, elle est invitée par Michael Jackson pour The Jackson Family Honors sur NBC,. Elle donne alors des concerts aux États-Unis et au Canada, puis en Europe et au Japon. En fin d'année, juste après la sortie de l'album À l'Olympia, la cérémonie de son mariage est diffusée à la télévision québécoise. 1994 marque également sa 1re participation au spectacle des Enfoirés au Grand Rex, où elle interprète notamment Là-bas, avec Jean-Jacques Goldman.
En janvier 1995, elle est invitée à l'émission anglaise Top of the Pops pour interpréter Think Twice. Totalement méconnus en Amérique du Nord et dans les pays latins, ce single et l'album The Colour of My Love (lancé plus d'un an auparavant) deviennent no 1 des charts britanniques pendant 5 semaines consécutives, ce qui n'était pas arrivé depuis 1965,,,. Think Twice devient également no 1 dans plusieurs pays d'Europe du Nord et no 2 en Australie. Au Japon, c'est la chanson To love you more (thème de la mini-série Koibito Yo), qui prend la tête du classement,.
Toujours en 1995, la sortie de l'album D'eux rend la chanteuse incontournable en Europe francophone. Écrit par Jean-Jacques Goldman, il devient l'album francophone le plus vendu de l'histoire (notamment sous le titre The French Album). En France, l'album reste 44 semaines no 1. Le single Pour que tu m'aimes encore atteint la 1re place du Top 50, tout comme le suivant, Je sais pas. Pour cet album, Goldman fait adopter à Céline Dion une façon plus sobre de chanter, en faisant moins de mélismes et de fioritures, et en modernisant sa diction. La chanteuse dira que Goldman l'a fait « déchanter ». Les critiques sont positives, soulignant des textes « plutôt bons » et « de très bonnes chansons », estimant que « l'artiste s'impose enfin au détriment de l'athlète » en « contrôlant sa tendance maladive aux puissants accès de voix », mais reprochant toutefois à l'album « d'aller dans toutes les directions ».
En 1996, elle participe à nouveau au spectacle des Enfoirés, chantant avec Maurane (Quand on n'a que l'amour). L'album Falling into You sort en mars, et devient l'un des albums les plus vendus de l'histoire, no 1 dans de nombreux pays,. 4e album anglophone de Céline Dion, il démontre une progression dans sa musique, mêlant divers styles musicaux, de nombreux éléments (des sons d'orchestre complexes, des chants africains) et des instruments comme le violon, la guitare espagnole, le trombone, le saxophone et le cavaquinho, créant un son nouveau. La chanson-titre et River deep, Mountain high (une reprise de Tina Turner) font appel à une utilisation importante d'instruments à percussion, It's all coming back to me now (une reprise de Jim Steinman) et All by Myself (une reprise d'Eric Carmen) conservent leur atmosphère soft rock originale, mais sont combinés avec le son classique du piano. Avec Because you loved me (thème du film Personnel et confidentiel), ils deviennent des succès mondiaux. La critique est mitigée, jugeant l'album « stéréotypé, et manquant d'émotion, » ou « impérieux, passionné, élégant, et remarquablement bien conçu, ». Malgré tout, Falling into You reste le plus grand succès commercial de Céline Dion. Il remportera 2 Grammy Awards en tant que Meilleur album pop et Album de l'année.

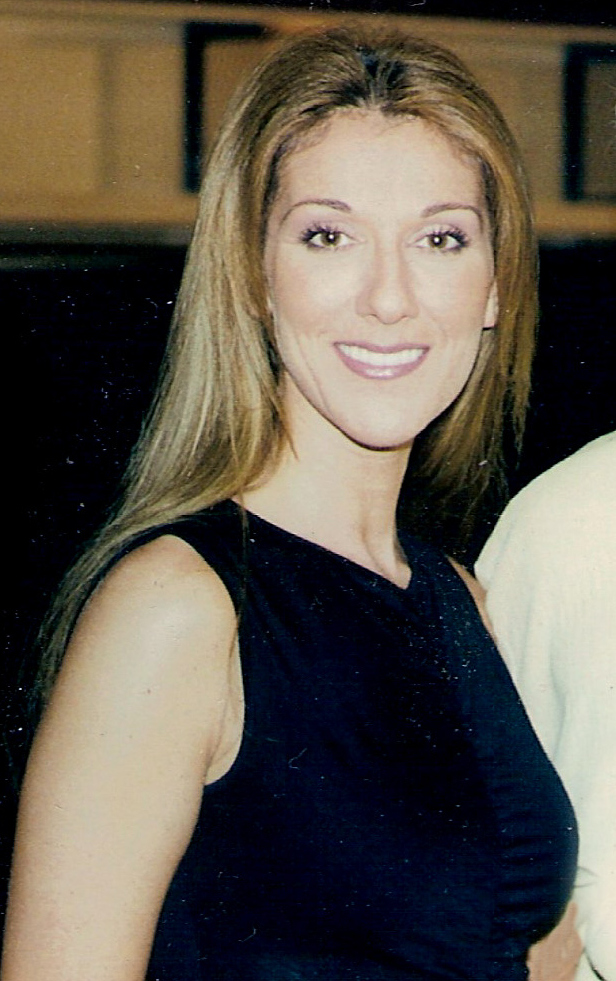
Céline Dion en 1998.

Le statut de Céline Dion sur la scène internationale est renforcé lorsqu'elle chante à la cérémonie d'ouverture des Jeux olympiques d'Atlanta de 1996, avec la chanson The Power of the Dream, dans un stade de 83 000 spectateurs et devant 3,5 milliards de téléspectateurs. En mars 1996, une nouvelle tournée mondiale démarre, Falling into You Tour, qui durera jusqu'en juin 1997. Toujours en 1996, sort l'album Live à Paris, enregistré en France pendant sa tournée européenne de 1995. Dans un même temps, elle interprète en espagnol Mejor Decir Adios (It's Hard to Say Goodbye), sur l'opus Amigos de Paul Anka.
En 1997, elle interprète deux chansons pendant la cérémonie des Oscars. Peu après, la chanson My Heart Will Go On est choisie pour le film Titanic. Écrite par James Horner et Will Jennings, cette chanson reste le plus grand succès de Céline Dion, et fait partie de l'album Let's Talk About Love, sorti en novembre. Dans cet album, elle collabore avec des artistes renommés, notamment les Bee Gees (Immortality), Barbra Streisand (Tell him) et Luciano Pavarotti (I hate you then I love you). L'album connaît le même succès que Falling Into You, se vendant à plus de 31 millions d'exemplaires et atteignant rapidement la tête des palmarès dans le monde entier,,.
En 1998, après avoir interprété My Heart Will Go On aux Oscars, elle repart en tournée mondiale pour le Let's Talk About Love Tour. La même année, elle apparaît aux côtés d'Aretha Franklin, Mariah Carey, Gloria Estefan, Shania Twain ainsi que Carole King, lors du concert caritatif Divas Live 1998. Elle reçoit également deux des plus hautes distinctions de son pays : officière de l'Ordre du Canada (pour « Contribution exceptionnelle à la musique contemporaine ») et officière de l'Ordre national du Québec. Dans un même temps, elle interprète It's Hard To Say Goodbye, sur l'opus Body of Work de Paul Anka. Il sera également gravé sur Duets, album concept de Paul Anka. La collaboration Dion/Goldman donne naissance à un nouvel album, S'il suffisait d'aimer, porté par les extraits Zora sourit, S'il suffisait d'aimer, On ne change pas et En attendant ses pas. L'album est un très grand succès, devenant un des albums francophones les plus vendus, après D'eux. Fin 1998, elle sort un album de Noël anglophone, These Are Special Times, dont est extrait I'm your angel, en duo avec R. Kelly, qui restera 6 semaines no 1 au Billboard Hot 100. L'album devient l'un des albums de Noël les plus vendus,.
En 1999, elle chante pour la troisième année consécutive lors de la cérémonie des Oscars. La tournée mondiale Let's Talk About Love Tour se poursuit par l'Asie, les États-Unis, puis les stades d'Europe, dont le Stade de France deux soirs consécutifs. L'album live Au cœur du Stade est enregistré lors de ces concerts. En fin d'année, sort la compilation All The Way… A Decade of Song, qui contient ses meilleurs titres anglophones et 7 inédits, dont That's The Way It Is, ainsi qu'un duo virtuel avec Frank Sinatra. C'est encore un grand succès mondial, avec plus de 17 millions de copies vendues.

### Grossesse et absence de la scène (1999-2001)

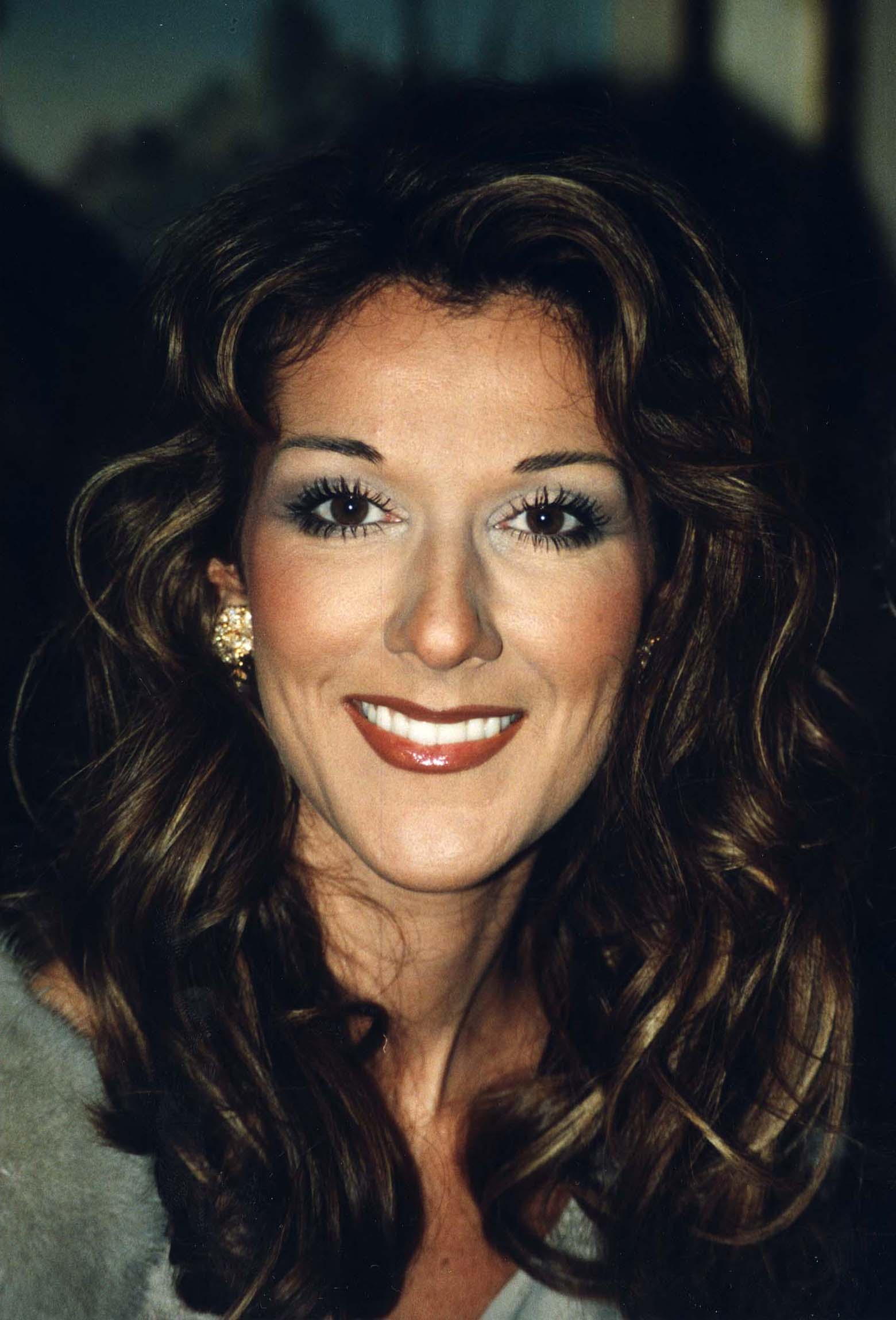
Céline Dion en 1998.

En 1999, Céline Dion annonce son intention de faire une pause dans sa carrière après l'an 2000. Cette décision, d'abord motivée par le désir d'avoir un enfant, sera confirmée après le diagnostic du cancer de son mari (dont il mourra le 14 janvier 2016). Ils se marient une 2e fois au Cæsars Palace de Las Vegas le 5 janvier 2000, et annoncent quelques mois plus tard qu'elle est enceinte. Le 25 janvier 2001, elle donne naissance à René-Charles dans un hôpital de Palm Beach en Floride.
Pendant cette absence sort une nouvelle compilation en 2000, The Collector's Series, Volume One. En 2001, C. Dion participe au 1er album de Garou (devenu le protégé de René Angélil), avec le duo Sous le vent (no 1 en France et disque de diamant). Elle rend également hommage aux victimes des attentats du 11 septembre en chantant God Bless America lors d'un téléthon à la télévision américaine et en participant au projet de Michael Jackson sur le single What more can I give ? (Sony refusera de sortir le single, qui ne sera disponible qu'en téléchargement).

### Retour à la chanson et spectacles à Las Vegas (2002-2007)
En 2002, Céline Dion revient sur le devant de la scène avec un nouvel album en anglais, A New Day Has Come, incluant I'm Alive, la B.O. du film Stuart Little 2. L'album apparait comme très personnel, plus mature (notamment avec la chanson-titre et Goodbye's the saddest word), et témoigne de son nouveau statut de mère,. No 1 dans 22 pays et 5e meilleure vente de l'année (12 millions d'exemplaires), l'album est accueilli de façon sévère par la critique (« une collection longue de tartines pop mielleuses et gluantes »), qualifié tour à tour d'« oubliable », avec des paroles « sans vie », « banal » et « médiocre »,.
En 2003, sort l'album One Heart, le même jour que le lancement du spectacle A new day… à Las Vegas. I Drove All Night, une reprise de Cyndi Lauper en sera le 1er extrait. Cet album, qui diffère des précédents en incorporant majoritairement des sonorités dance, est jugé comme « banal » et « prévisible » par les critiques les plus indulgentes,. Les ventes restent correctes, mais largement moins importantes que les records des années 1990. En octobre, sort également un album francophone, Une fille et quatre types, réalisé avec Jean-Jacques Goldman, Gildas Arzel, Erick Benzi et Jacques Veneruso. Tout l'or des hommes sera le 1er single, suivi de Et je t'aime encore.
A New Day… est la concrétisation d'un contrat de 3 ans entre le Cæsars Palace à Las Vegas et Céline Dion. Afin d'accueillir le spectacle, 95 millions de dollars sont investis dans la construction d'un amphithéâtre baptisé le Colosseum,. Le spectacle, mêlant chant, théâtre et danse sur un fond virtuel, est dirigé par le créateur belge Franco Dragone et débute le 25 mars 2003,. Le succès est tel qu'elle signera pour deux années de plus, jusqu'au 15 décembre 2007. La salle de 4 296 sièges est pleine tous les soirs. Finalement, 723 représentations à guichets fermés auront été données, et seuls 18 concerts annulés,. Le spectacle engendrera plus de 400 millions de dollars de recettes.

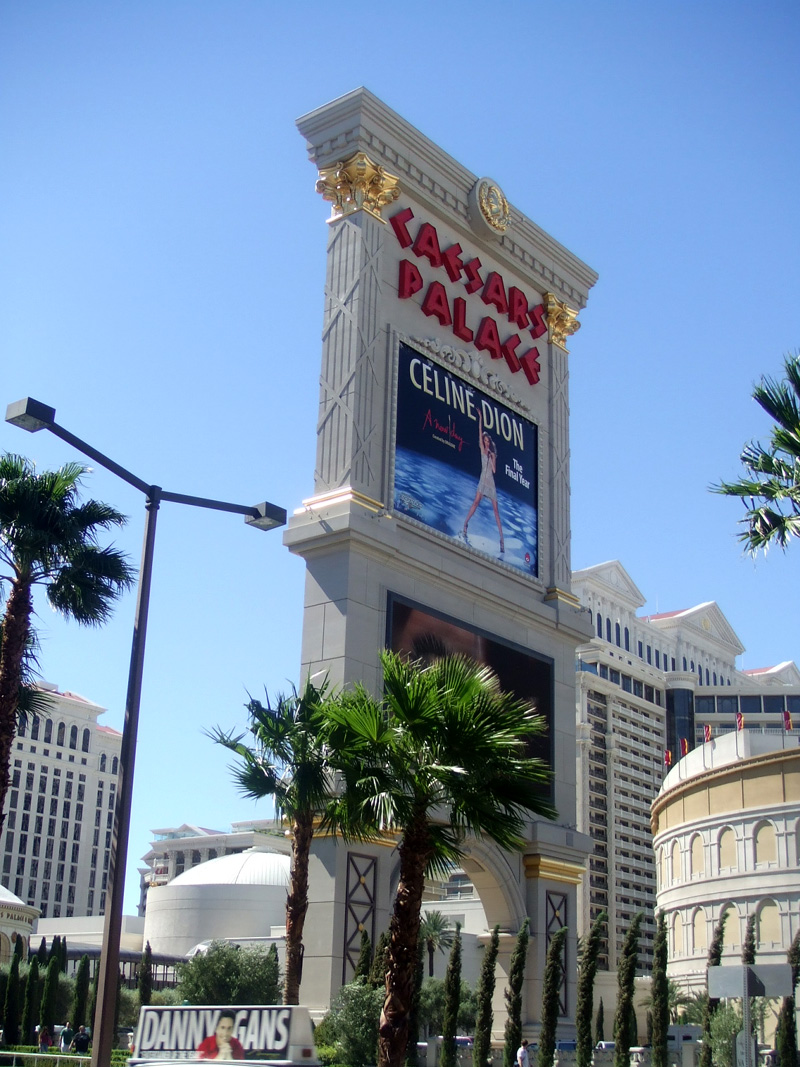
Une affiche pour Céline Dion en 2007.

Le 6 janvier 2004, Céline Dion reçoit son étoile sur le Hollywood Walk of Fame à Los Angeles. Lors de la cérémonie des World Music Awards, elle reçoit le Chopard Diamond Award et est alors présentée par l'acteur Michael Douglas comme « l'artiste féminine ayant vendu le plus de disques de tous les temps,,, ». Le 14 juin parait l'album de son spectacle A New Day: Live in Las Vegas. Le 12 octobre, sort un album-concept liant photos et chants de berceuses, Miracle, en collaboration avec la photographe d'enfants Anne Geddes. Une fois encore, les critiques sont mitigées : « sans surprises », « interprétation excessivement sentimentale », ne voyant dans le thème de la maternité « que de l'opportunisme »… Toutefois, Billboard qualifiera le single Beautiful Boy de « joyau inattendu », et Céline Dion d'artiste « hors du temps, extrêmement polyvalente ».
En 2005, paraît une compilation francophone, On ne change pas, incluant plusieurs inédits dont le single Je ne vous oublie pas et le duo avec le groupe Il Divo, I believe in you. Cette même année, elle est promue chevalière de la Légion d'honneur (mais elle ne recevra sa décoration que le 22 mai 2008). À l'occasion de la Fête de la musique, Céline Dion apporte son soutien à la candidature de Paris aux Jeux olympiques d'été de 2012 en enregistrant la chanson À Paris, le succès de Francis Lemarque. En 2006, elle compose et chante en duo avec Marc Dupré Tout près du bonheur,,, participe à la musique d'Astérix et les Vikings avec le titre Tous les secrets, interprète If I Ruled The World sur l'opus Duets : An American Classic du crooner Tony Bennett et donne un concert de charité avec Elton John.
En 2007, après avoir chanté aux Oscars en hommage à Ennio Morricone, elle sort 2 albums, l'un francophone et l'autre anglophone. D'elles, dont tous les textes sont signés par des femmes. Ce double album est de nouveau supervisé par Jean-Jacques Goldman, bien qu'il ne participe ni à la composition ni à l'écriture. Les singles Et s'il n'en restait qu'une (no 1 en France), Immensité et À cause en seront les extraits. Bien accueilli au Canada, il ne connaîtra qu'un succès d'estime en France, où il se vend à un peu moins de 300 000 exemplaires.
Taking Chances, son album anglophone, sort en novembre 2007. Bien que l'album ne fonctionne pas en France (130 000 exemplaires vendus), il s'écoule à plus de 3,5 millions d'exemplaires dans le monde. Le 1er single est Taking Chances (une reprise de Platinum Weird), suivi par Alone et Eyes on me. Au Japon, la chanson A world to believe in sort également en single, en duo avec la chanteuse Yuna Itō. Le 15 décembre, elle donne la 723e et dernière représentation de son spectacle A new day… à Las Vegas, dont un DVD vient d'être commercialisé. Au Canada, il devient le 1er DVD à obtenir une certification triple disque de diamant. Dans un même temps, elle interprète le titre When I Fall in Love sur l'opus Duets : Friends & Legends d'Anne Murray. Elle devient également la nouvelle tête d'affiche de Resorts World Las Vegas.

### Tournée mondiale et nouvelle pause (2008-2010)

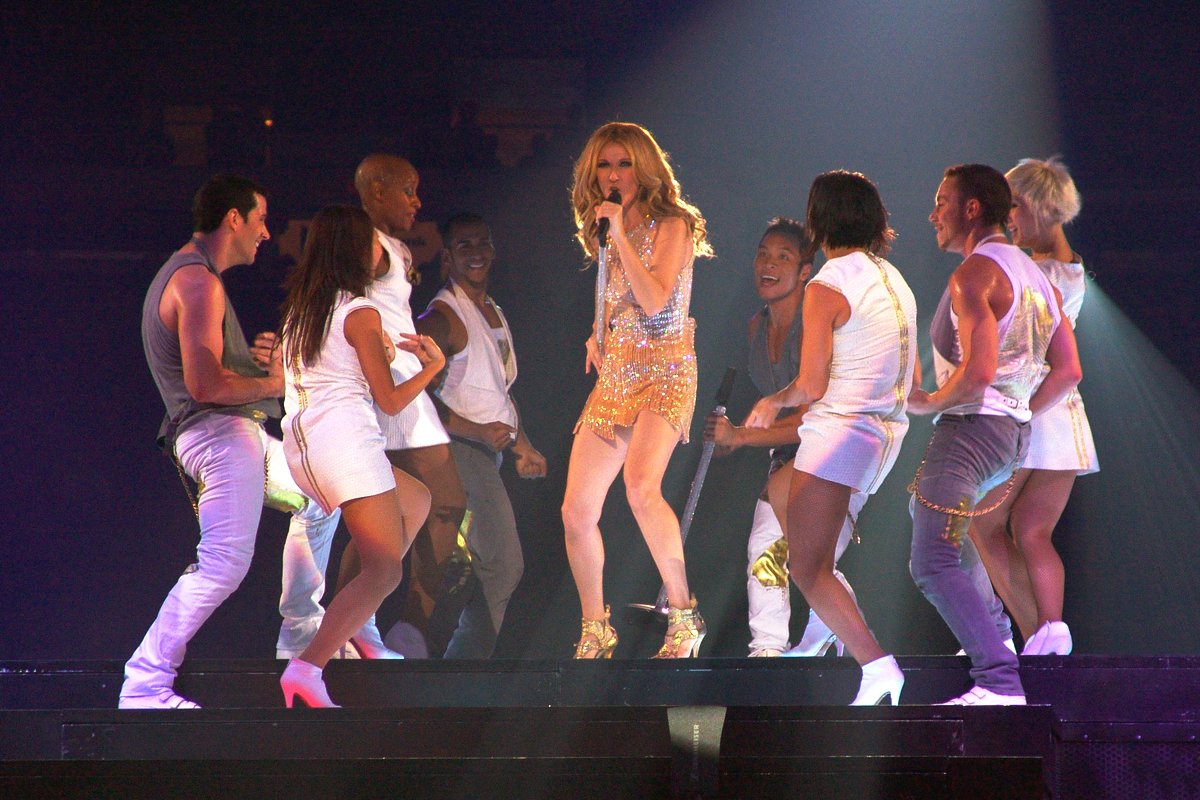
Céline Dion avec ses danseurs à New York en 2008.

En 2008, elle participe une 3e fois au spectacle des Enfoirés. En février, elle entame une tournée mondiale de 132 dates à travers 25 pays, le Taking Chances World Tour. La tournée génèrera 279,2 millions de dollars de recettes, devenant ainsi l'une des tournées les plus rentables de l'histoire,.
En août 2008, à l'occasion du 400e anniversaire de Québec, elle donne un spectacle, Céline sur les plaines, devant 250 000 personnes, juste après avoir reçu le titre de Docteure d'université honoris causa de l'Université Laval à Québec,. En fin d'année, elle sort une compilation de ses plus grands succès anglophones, My Love: Essential Collection, incluant des inédits comme There comes a time et la version live de My love (qui sortira en single). Après un duo avec Charles Aznavour sur l'album de duos de celui-ci, elle accède le 30 décembre au rang de compagnon de l'Ordre du Canada, le grade le plus élevé de la principale distinction civile canadienne.
En février 2009, elle termine sa tournée et se retire pour plusieurs mois. Elle sort momentanément de sa retraite, en participant au projet We Are the World 25 for Haiti, et en chantant en hommage à Michael Jackson aux Grammy Awards. Le film Celine : through the eyes of the world sort pour une durée limitée dans quelques salles aux États-Unis, au Canada, au Royaume-Uni et en Australie. Sortent ensuite le DVD du film, ainsi que l'album/DVD live Taking chances world Tour : the concert. En mai 2010, un sondage la désigne Chanteuse préférée des Américains[réf. nécessaire]. Elle compose pour Marc Dupré le titre Entre deux mondes et l'accompagne en duo sur Y'a pas de mots. Ces deux chansons sont gravées en octobre sur le troisième album studio du chanteur, Entre deux mondes. Après une fausse couche en novembre 2009,, la chanteuse annonce être enceinte de jumeaux : Nelson (en souvenir de sa rencontre avec Nelson Mandela) et Eddy (en hommage à Eddy Marnay) naîtront le 23 octobre 2010 au centre médical St Mary's de West Palm Beach, Floride.
En 2010, elle apparait en duo sur l'album de Michel Sardou Être une femme 2010, pour le titre Voler.

### Retour à Las Vegas,Celineet nouveaux albums studio (2011-2014)

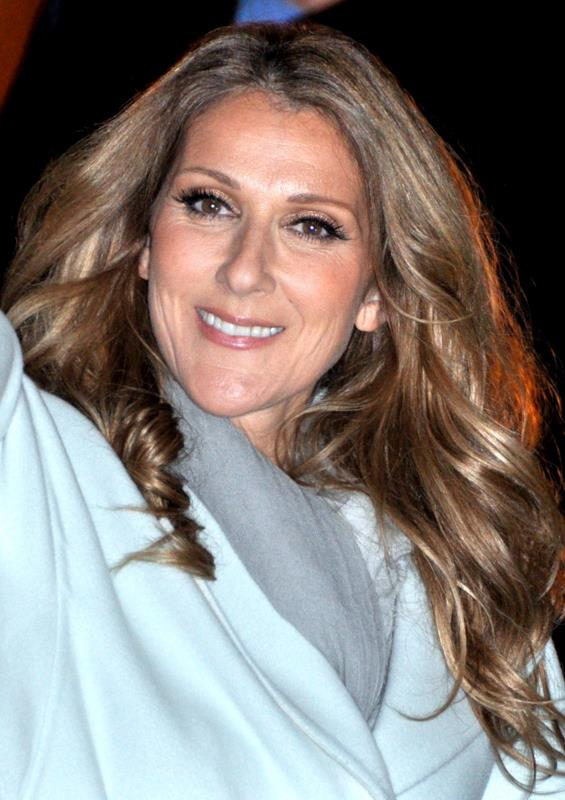
Céline Dion en 2012.

En 2011, Céline Dion remonte sur scène lors de la 83e cérémonie des Oscars pour interpréter la chanson Smile de Charlie Chaplin, en hommage aux célébrités du cinéma disparues en 2010 et 2011. Elle effectue son retour sur scène au Colosseum du Cæsars Palace à Las Vegas le 15 mars 2011, avec un nouveau spectacle, Celine, pour lequel elle sera à l'affiche pour au moins trois années, à raison d'environ 70 spectacles par an. En 2011, ce spectacle aurait généré 40,1 millions de dollars pour 57 représentations ayant accueilli plus de 250 000 personnes.
L'album en français Sans attendre paraît le 5 novembre 2012, avec notamment les collaborations de Luc Plamondon, Maxime Le Forestier et Jean-Pierre Ferland, ainsi que des duos avec Henri Salvador et Johnny Hallyday. Porté par le single Parler à mon père, écrit par Jacques Veneruso, l'album est souvent jugé comme « inégal » et « banal » par la critique. Cependant, il rencontre un franc succès dès sa sortie, s'écoulant en une semaine à 92 000 exemplaires au Canada et à 95 000 exemplaires en France, où il reçoit un disque de diamant. Il devient ainsi le plus grand succès francophone de la chanteuse depuis S'il suffisait d'aimer en 1998. Il est l'album français le plus vendu en 2012.
En février 2013, elle interprète My Heart Will Go On ainsi que Molihua avec Song Zuying au Gala de Nouvel An de CCTV. L’interprète québécoise est la première vedette internationale à se produire lors de cet évènement.

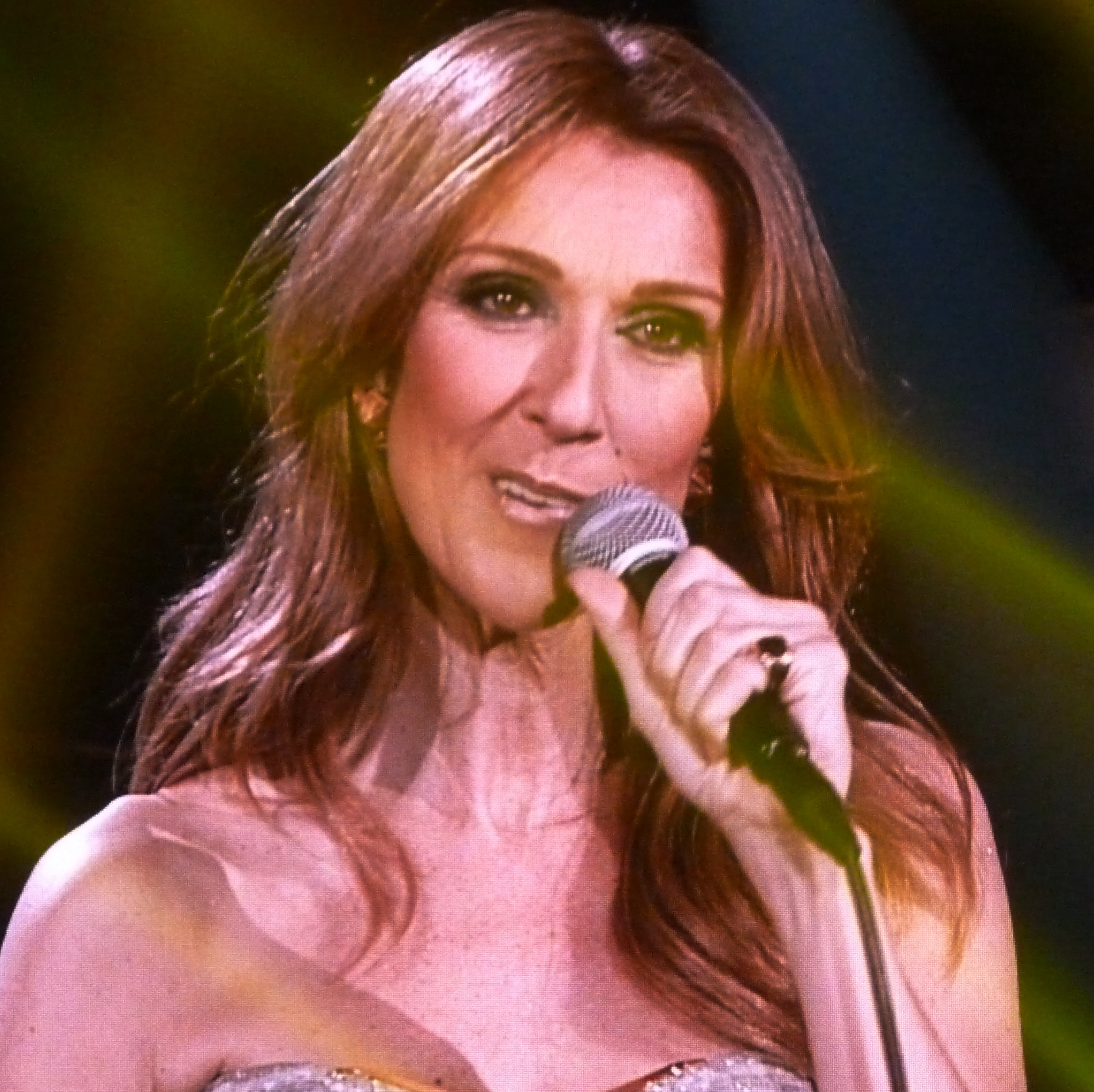
Céline Dion en 2013.

Elle coproduit avec René Angélil le spectacle donné sur la scène du Bally's Hotel and Casino par Véronic DiCaire. Prévu pour un semestre, la première a lieu le 20 juin 2013,.
L'album anglais Loved Me Back to Life, sorti en novembre 2013, est composé de chansons inédites et de deux reprises figurant au spectacle Celine. Il propose des collaborations avec Francis Eg White, Stevie Wonder, Ne-Yo, Babyface, Diane Warren et Fraser T. Smith,.
Le jour du 10e anniversaire de la première de A New Day, le public apprend que le spectacle Celine est annoncé jusqu’en 2019. René Angélil affirme que le contrat a été signé pour huit ans en 2011. La chanteuse se produit lors d'un concert unique sur les plaines d'Abraham à Québec le 27 juillet 2013, Céline Dion… une seule fois, ainsi qu'en France et en Belgique lors de neuf représentations entre le 21 novembre et le 5 décembre 2013.
La veille de ce retour au Québec après cinq ans, soit le 26 juillet 2013, le couple Angélil-Dion est honoré à la Citadelle de Québec par le Gouverneur général du Canada David Johnston : alors que René Angélil est fait membre de l'Ordre du Canada, Céline Dion, qui en est membre depuis 1998, est élevée au rang de compagne de l'Ordre du Canada. Ces distinctions soulignent la contribution exceptionnelle du couple Angélil-Dion au rayonnement mondial du Québec et du Canada.
Le 21 mars 2014, le film Muppets Most Wanted sort au cinéma, aux États-Unis. Dans ce récit cinématographique, il y apparaît plusieurs personnalités dont Céline Dion, qui interprète également un titre Something So Right en compagnie de Miss Piggy, Kermit et Les Muppets.

### Mort de René Angélil etEncore un soir(2014-2018)

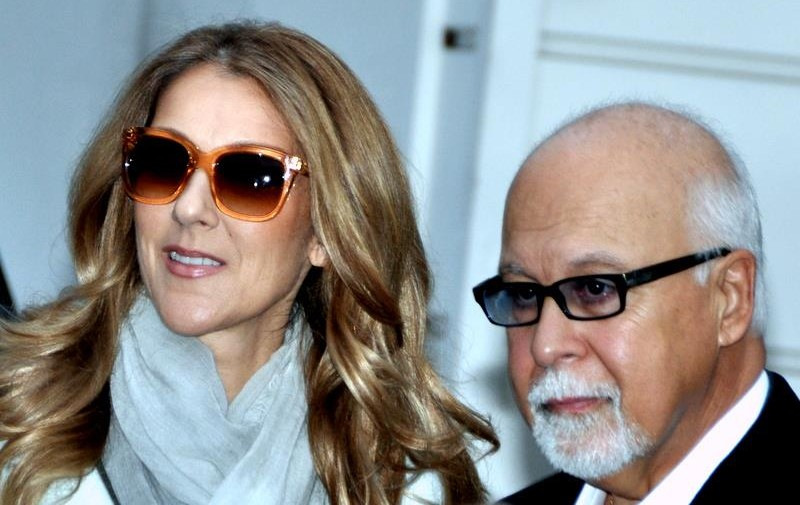
Céline Dion et René Angélil en 2012.

Céline Dion annonce le 12 août 2014 qu'elle suspend « toutes ses activités professionnelles pour raisons familiales et de santé », annulant notamment sa tournée en Asie et ses concerts à Las Vegas. En effet, elle est atteinte d'une inflammation et René Angélil a été opéré d'une tumeur cancéreuse. Le 20 mars 2015, elle déclare au magazine américain People que son retour à Las Vegas aura lieu en août de la même année. Sa porte-parole confirme la nouvelle au réseau de télévision TVA.
Le 14 janvier 2016, René Angélil meurt des suites d'un cancer de la gorge, à son domicile familial, à Las Vegas. Deux jours plus tard, le 16 janvier 2016, le frère de Céline Dion, Daniel, meurt lui aussi d'un cancer à l'âge de 59 ans. Le décès de son mari René Angélil apporte un tournant important dans sa vie personnelle et dans sa carrière. Elle remonte sur scène à Las Vegas quelques semaines après les obsèques.
Le 24 mai 2016, est publiée la chanson Encore un soir, écrite par Jean-Jacques Goldman en hommage à son mari. En seulement trois jours, le titre se classe no 1 en France et signe le meilleur démarrage de l'année. Après une tournée estivale en France à Bercy, en Belgique à Anvers, et au Canada à Montréal, à Québec et à Trois-Rivières, est publié l'album Encore un soir, qui présente des titres signés Zaho, Grand Corps Malade, Francis Cabrel ou encore Vianney (Goldman ne signant que le single éponyme). Dès la première semaine de sa sortie, l'album se retrouve au sommet des ventes au Canada, en France, en Belgique et en Suisse. Céline Dion présente cet album à l'automne 2016 à l'occasion de plusieurs émissions de variétés, notamment En direct de l'univers au Québec et Le Grand Show en France.
Le 22 mai 2016, Céline Dion fait une reprise du tube The Show Must Go On lors de la cérémonie des Billboard Music Awards 2016 qui se tient à Las Vegas.
Le 9 septembre 2016 est dévoilée la chanson Recovering, signée Pink, officialisant ainsi le projet du 37e album de Céline Dion, dont la sortie est prévue pour 2018.
Elle monte sur la scène du Colosseum au Caesars Palace le 8 octobre 2016, pour une 1000e prestation depuis 2003.
Le 9 mars 2017 est publiée sur Youtube la chanson How Does A Moment Last Forever. Celle-ci fait partie de la bande originale du film La Belle et La Bête, qui sort en 2017. Le 3 mai 2018, Dion sort un nouveau single, Ashes, figurant sur la bande originale du film Deadpool 2.
Elle commence le 15 juin 2017 une nouvelle tournée estivale en Europe, le Celine Dion Live Tour 2017, un programme de 16 concerts. Elle passera notamment par la Suède, les Pays-Bas, le Royaume-Uni, la Suisse, l'Allemagne et la France. La tournée est un succès et toutes les dates sont complètes.

### Courage World Tour(2019-2020)
Le 3 avril 2019, Céline Dion se rend à Los Angeles pour un évènement qui lui est consacré. Elle dévoile une courte vidéo de son départ de Las Vegas dans lequel le spectateur peut entendre un extrait d'une nouvelle chanson Flying on My Own (en). La vidéo est une annonce pour sa tournée à venir baptisée Courage World Tour qui soutient l'album Courage, paru le 15 novembre 2019.
Le 2 avril 2019, Céline Dion annonce sur son compte Instagram qu'elle devient officiellement égérie de L'Oréal Paris.
Elle interprète Flying on My Own lors de ses derniers concerts donnés à The Colosseum at Caesars Palace (en),,. Quelques semaines plus tard, la chanson sort en version studio. Le 18 septembre, Céline Dion publie trois chansons issues de Courage : le titre éponyme, Imperfections et Lying Down signé Sia et David Guetta.
Le même jour, commence le Courage World Tour au Québec. Il est prévu que la première partie de la tournée s'étende jusqu'au 27 avril 2020 et traverse l'Amérique du Nord. Elle y interprète quelques chansons de son dernier album ; la principale partie du spectacle se concentre sur ses tubes ainsi que sur quelques reprises ou medley. La pandémie de Covid-19 entraine des reports et annulations de concerts,,.

### Absence de la scène (depuis 2022)
Le 29 avril 2022, dans une vidéo YouTube, Céline Dion annonce un nouveau report de sa tournée en Europe. Annulée une première fois en raison de la pandémie de Covid-19, la tournée est reportée en 2023 pour des raisons de santé.
En décembre 2022, Céline Dion annonce être atteinte du syndrome de la personne raide et devoir annuler une partie de sa tournée européenne qui devait avoir lieu à partir de février 2023. Dans une vidéo publiée sur ses réseaux sociaux, l’artiste déclare que cette condition l'empêche de se produire sur scène et confirme qu’elle doit reporter et annuler les spectacles prévus pour se concentrer sur sa santé.
En 2023, elle joue son propre rôle dans le film Love Again : un peu, beaucoup, passionnément (Aimer encore au Canada francophone).
En mai 2023, elle annonce l'annulation de ses concerts jusqu'en avril 2024, pour raison de santé. En janvier 2024 elle annonce la sortie prochaine de Je suis : Céline Dion, un documentaire sur Prime Video qui traite de sa maladie méconnue afin d'y sensibiliser le public,,. Le film propose des extraits d’archives essentiels à son récit, souvent inattendus. On y retrouve, entre autres, la première entrevue en anglais à la CBC en 1983, le premier Olympia en 1984 en première partie de Patrick Sébastien et un concert au Zénith de Paris en 1995. Des images d’enfance, des photos rares et des moments en famille viennent aussi enrichir le portrait. Plutôt que de retracer la gloire et les grandes tournées, le film met en lumière les débuts et l’origine du rêve.
Le 4 février 2024, Céline Dion apparaît pour la première fois en public, après plusieurs mois d'absence, lors de la cérémonie des Grammy Awards. Après une standing ovation de la part de l'assemblée, elle a remis à Taylor Swift le prix du meilleur album de l'année.
La bande originale de Je suis : Céline Dion sort le 21 juin 2024. La diffusion du documentaire commence le 25 juin 2024.
Le 26 juillet 2024, lors de la cérémonie d'ouverture des Jeux olympiques de Paris, Céline Dion interprète l'Hymne à l'amour, accompagnée de son pianiste Scott Price, depuis le premier étage de la tour Eiffel, peu après l'embrasement de la vasque olympique. Cette prestation constitue sa première représentation en public depuis quatre ans.
Le 13 novembre 2024, soit 3 mois après sa prestation à la cérémonie d’ouverture des Jeux olympiques de Paris, Céline Dion réapparaît en tant qu’invitée surprise au défilé d’Elie Saab pour célébrer les 45 ans de carrière du couturier à Riyad. Elle clôture donc le défilé intitulé les 1001 saisons d’Elie Saab en interprétant deux de ses tubes The Power of Love et I'm Alive. Il s’agit donc de son premier concert donné après sa prestation aux JO de Paris[réf. nécessaire].
Le 15 juillet 2025, une vidéo est diffusée lors des funérailles nationales de Serge Fiori. Elle interprète une partie de la chanson "Un musicien parmi tant d'autres". Cette vidéo a été projetée sur un écran géant lors de la cérémonie à la Place des Arts de Montréal.

## Voix
Depuis les années 1990, Céline Dion apparait comme une des voix les plus influentes de la pop,,,. Lors d'une interview au cours de laquelle Denise Bombardier lui demande si elle aime sa voix, la chanteuse reste muette pendant 15 secondes. Quand elle reprend la parole, elle ne donne pas de réponse positive ou négative, mais dit : « Je pense qu'avec cet instrument qu'est ma voix, je réussis à faire des choses que, normalement, je ne devrais pas arriver à faire. »

### Catégorie vocale
Lors d'une audition privée pour le chef d'orchestre Kent Nagano, dans la perspective d'incarner le rôle de Maria Callas au cinéma, Céline Dion se présente au chef comme mezzo-soprano et chante deux airs de l'opéra Carmen. Kent Nagano répond : « Je ne pense pas. Tout ce que vous venez de chanter, c'est soprano. » Classer les voix autres que lyriques en employant des termes classiques est un usage controversé car cette catégorisation est basée sur l'amplification naturelle, utilisant uniquement les résonateurs du corps et non un microphone.

### Timbre et technique
Selon Jean-Jacques Goldman, la chanteuse n'a « pas de problème de justesse, de tempo, elle se chauffe toute seule ».
Pour le New York Times, sa voix est « haute, mince, légèrement nasale, presque sans vibrato, mais dotée d'un arsenal impressionnant de capacités techniques. Elle peut produire des mélismes compliqués, des attaques expressives et soutenir de longues notes sans détonner ne serait-ce qu'un peu ». Time souligne qu'elle « glisse sans effort de profonds murmures à des aigus parfaitement justes ». Libération estime son registre inférieur « rauque » et ses aigus « comme des clochettes de verre ».
Interrogée à propos de la perte de son accent lorsqu'elle chante, Céline Dion répond que ce n'est pas volontaire, mais naturel. D'après Paolo Zedda, cela est dû à plusieurs facteurs physiologiques, dont « une bonne ouverture glottique et une bonne coordination entre le souffle et une bonne fermeture (accolement) des cordes vocales […] Le mécanisme physiologique relié au terme de “respiration profonde”, fondamental pour assurer toute bonne émission, trouve ensuite un accueil plus ou moins favorable dans la gymnastique articulatoire qui va moduler le son émis dans ces conditions idéales ».

## Compétences artistiques et image

### Interprétations
D'après Jean-Pierre Brossman et Kent Nagano, « elle est vraiment une musicienne qui a l'oreille juste ainsi qu'un raffinement et un degré de perfection qui font l'envie ». Goldman souligne lui aussi sa musicalité : « Quand on lui donne une ligne mélodique, elle en improvise deux, quatre, toutes crédibles ».
Selon Luc Plamondon, il y a trois chanteuses en Céline Dion : la Québécoise, la Française et l'Américaine. Céline Dion semble charger sa ligne de chant de plus de nuances et de modulations dans son répertoire francophone. Plusieurs critiques fustigent les tendances de la chanteuse à sur-jouer les émotions, ainsi qu'à multiplier les prouesses techniques au détriment de l'interprétation des textes. Dans un article de 1999, le Toronto Star résume ainsi : « son émotivité excessive, le sentimentalisme suave de ses paroles et ses arrangements pompeux, ne l'ont jamais fait aimer des critiques musicaux ». Le magazine Rolling Stone parle de « sentimentalisme grandiloquent » et souligne un manque d'authenticité, en résumant ainsi : « Plus c'est gros, mieux c'est, trop n'est jamais assez ». De même, Le Devoir écrit : « Si Céline Dion chante juste, elle interprète faux […]. Tout est trop appuyé […]. On a l'impression que toutes ces années passées à se frapper la poitrine soir après soir à Las Vegas ont amplifié chez Céline les tics, les maniérismes, allant jusqu'à ériger en « style » cette façon d'en faire tout le temps trop ».
Kent Nagano déclare : « Dans le genre de musique que Céline Dion a choisi, [il] estime qu'elle est au sommet de son art. Elle se lance constamment des défis personnels pour évoluer comme artiste, elle n'a jamais perdu cette curiosité qui la motive à faire de plus en plus de découvertes. Sinon, impossible d'avoir une longue carrière, on devient rapidement dépassé, surtout en musique pop. Jusqu'à maintenant, l'évolution de Céline Dion est incroyable et rien ne lui semble impossible ». Beaucoup de critiques ont cependant déclaré que la participation de Céline Dion à la production de sa musique faisait fondamentalement défaut, entraînant comme résultat une musique surproduite et impersonnelle.
Cependant, issue d'une famille dans laquelle tous ses frères et sœurs étaient musiciens, elle a appris à jouer des instruments comme le piano et la guitare, et a joué avec une Fender Stratocaster lors de l'enregistrement de l'album Falling into you. En outre, elle a aidé à l'écriture et à la composition de quelques chansons (Grand-maman, Ce n'était qu'un rêve, Treat Her Like a Lady, Don't Save It All for Christmas Day) et a toujours essayé de se mêler à la production et à l'enregistrement de ses albums. Sur son 1er album anglophone, Unison (qu'elle enregistre avant d'avoir une solide maîtrise de la langue anglaise), elle a exprimé une certaine désapprobation, qui aurait pu être évitée, si elle avait pris part plus intensément au processus créatif. Au moment où elle sort son 2e album anglophone, elle prend un plus grand contrôle de la production et de l'enregistrement, dans l'espoir de dissiper les critiques précédentes. Elle déclare : « Sur le 2e album j'ai dit : « Eh bien, j'ai le choix d'avoir peur une fois de plus et de ne pas être satisfaite à 100 %, ou ne pas avoir peur et faire partie de cet album. Ceci est mon album » ». Elle continuera ainsi à faire partie de la production des albums ultérieurs. La chanteuse coécrit avec Frédérick Baron le titre interprété par Marc Dupré Entre deux mondes. Celui-ci figure parmi les 10 chansons québécoises les plus populaires de 2011. Les deux coauteurs ont donc reçu un prix lors du 23e gala de la SOCAN le 21 novembre 2012 à Montréal.

### Image
Céline Dion est souvent l'objet de moqueries des médias et de parodies sur des émissions comme Le Petit Journal, MADtv, Saturday Night Live, South Park, Royal Canadian Air Farce et This Hour Has 22 Minutes, pour son fort accent et ses maniérismes scéniques. Cependant, la chanteuse a déclaré ne pas être affectée par les commentaires, et se sentir flattée que les gens prennent le temps de l'imiter. Elle a même invité Ana Gasteyer, qui la parodia sur Saturday Night Live, à se produire sur scène lors d'un de ses concerts.
Même si elle ne parle jamais de politique, le 1er juillet 1992, lors d'une conférence de presse à Séville, elle se prononce contre l'indépendance du Québec. Cette prise de position déclenche un tollé au Québec. Depuis, Céline Dion a toujours évité les sujets politiques. Deux ans auparavant, elle avait refusé le trophée d'artiste anglophone de l'année au gala de l'ADISQ, se revendiquant comme une artiste québécoise. En 2005, après la catastrophe de l'ouragan Katrina, Céline Dion est apparue en larmes dans l'émission Larry King Live, critiquant la lenteur du gouvernement américain dans l'aide aux victimes de l'ouragan : « Il y a encore des gens attendant d'être sauvés. Pour moi ce n'est pas acceptable. Comment peut-il être si facile d'envoyer des avions dans un autre pays pour tuer tout le monde en une seconde et détruire des vies. Nous avons besoin de servir notre pays ». Après son entrevue, elle a déclaré : « Quand je fais des entrevues avec Larry King ou les émissions de ce genre, ils vous mettent sur la sellette, ce qui est très difficile. J'ai une opinion, mais je suis une chanteuse. Je ne suis pas une politicienne ».
Céline Dion s'est exprimée sur le projet de Charte des valeurs québécoises, notamment sur la question du voile, dans une entrevue au magazine Maclean's. Elle a déclaré ne pas être contre le port du voile en soi, mais a souligné l'importance de l'adaptation aux règles du pays d'accueil. Elle a précisé que les discussions allaient au-delà du simple port du voile et a donné l'exemple du milieu médical, où l'on doit s'adapter aux règles, indépendamment des croyances religieuses.
En d'autres termes, Céline Dion a exprimé son point de vue sur la Charte des valeurs québécoises, en mettant l'accent sur l'intégration et le respect des règles du pays d'accueil, sans pour autant condamner le port du voile en tant que tel. Elle a souligné que les femmes, tout comme d'autres groupes, doivent s'adapter aux coutumes et aux lois du Québec. 
Céline Dion est une artiste très appréciée par la communauté LGBT, et elle a exprimé à plusieurs reprises son soutien à cette communauté . Elle a notamment participé au mois de la fierté, partageant des messages de soutien et des listes de lecture musicales dédiées à la communauté LGBT . De plus, elle a collaboré avec des marques pour créer des collections non genrées, promouvant l'acceptation et la tolérance. 

## Activités commerciales
De 1987 à 1988, elle est l'égérie de la marque automobile Chrysler au Québec. Au début des années 1990, Céline Dion se lance dans la restauration avec la création de la chaîne de restaurants Nickels, dont elle assure également la promotion. En 1997, elle se sépare des actions de l'entreprise. Entre 2003 et 2004, elle tourne également plusieurs spots publicitaires pour DaimlerChrysler aux États-Unis (le groupe est un des commanditaires de son spectacle à Las Vegas). Les autres entreprises pour lesquelles Céline Dion tourne des publicités incluent les magasins Simpsons, Coca-Cola, The Bay, Callaway Golf, ÆON au Japon et la marque de cosmétiques Avon (un des commanditaires du Let's Talk About Love Tour).
En octobre 2004, elle est également engagée par Air Canada, dont les communicants composent le thème de la campagne (You and I, traduit en français avec Mes ailes à moi). Le titre est ultérieurement choisi comme chanson de la campagne d'Hillary Clinton. En 2003, Céline Dion signe un engagement avec les Parfums Coty pour la création d'une ligne de produits cosmétiques. Les parfums Celine Dion Parfums ont généré depuis un chiffre d'affaires d'environ 850 millions de dollars, et de nouvelles fragrances sortent régulièrement,.
En février 2017, Céline Dion annonce le lancement de la collection de sacs à main et accessoires Celine Dion Collection. En novembre 2018, elle lance une marque de vêtements pour enfants baptisée Celinununu, collection qui a pour particularité d'être unisexe.
Depuis sa création en 1999, Céline Dion est la seule chanteuse à avoir figuré 7 fois,,,,,, dans le classement annuel Forbes Celebrity 100 (liste des personnalités les mieux rémunérées) : depuis 1999, Forbes y révèle ainsi des revenus cumulés de 380 millions de dollars (dont 100 millions entre juin 2008 et juin 2009, en raison du Taking Chances World Tour). Un classement du New York Daily News situerait Céline Dion à la quatrième position des chanteuses les plus riches de la planète, avec un patrimoine estimé à 590 millions de dollars en 2010. En juin 2019, Forbes la classe troisième chanteuse la plus riche du monde avec un patrimoine estimé à 450 millions de dollars, derrière Madonna (570 millions) et Rihanna (600 millions), mais devant Beyoncé (400 millions),.

## Activités caritatives
Céline Dion soutient de nombreuses associations caritatives. La Fondation Céline Dion a été créée en ce sens. Depuis 1982, elle est notamment très liée à la lutte contre la mucoviscidose. Elle est marraine nationale de la Fondation canadienne de la fibrose kystique. En 1993, sa nièce Karine en meurt dans ses bras, à l'âge de 16 ans (la chanson Vole, de l'album D'eux, lui est dédiée). Céline Dion et son mari sont marraine et parrain à vie de la fondation CHU Sainte-Justine.
En reversant des recettes de concert, elle distribue plusieurs fois la somme d'un million de dollars, à destination d'organisations caritatives (en 2004 pour Opportunity Village, en 2005 pour Unicef dans l'aide aux victimes du séisme du 26 décembre 2004 dans l'océan Indien, ainsi que pour la Croix-Rouge américaine dans l'aide aux victimes de l'ouragan Katrina, et en 2006, lors de la 500e représentation de son spectacle, pour de bonnes œuvres locales).
En 2010, elle fait don d'un demi-million de dollars pour Haïti et participe à la nouvelle version de We are the world. Cette même année, elle est nommée Ambassadrice de bonne volonté à l'Organisation des Nations Unies pour l'alimentation et l'agriculture.
Depuis 2004, elle était impliquée avec son époux René Angélil aux côtés de la communauté gay québécoise en soutenant la publication de matériel de santé et prévention VIH/SIDA du magazine Gay Globe, appartenant au chef d'orchestre Roger-Luc Chayer,.

## Discographie
L'expression « artiste féminine ayant vendu le plus de disques » est parfois avancée dans les médias pour des raisons promotionnelles,,. Avec des estimations allant de 200, à 230 millions de disques livrés à ce jour (singles et albums confondus), Céline Dion apparaîtrait comme l'artiste féminine ayant vendu le plus de disques au sein de CBS/Sony. Selon les estimations de sa maison de disques, Céline Dion aurait vendu 175 millions d'albums dans le monde (de 1987 à 2004),. Sur la décennie 2000, Céline Dion se classe en 20e position des artistes ayant vendu le plus de disques aux États-Unis et en 2e position pour les chanteuses (avec 17,57 millions de disques). Elle est ainsi l'une des 4 artistes à figurer dans le top 20 tant dans les années 1990 que dans les années 2000. Forbes Magazine révèle des revenus estimés à 100 millions de dollars entre juin 2008 et juin 2009. En janvier 2010, Los Angeles Times révèle que Céline Dion est en tête du classement des artistes ayant généré le plus de recettes sur la décennie, avec 747,9 millions de dollars tirés principalement des ventes de billets pour ses concerts (522,2 millions).

### Albums studio francophones
Peu d'informations sont disponibles sur les ventes de Céline Dion de 1981 à 1986. Ses albums étaient distribués presque exclusivement au Québec. Les estimations sont à 1 050 000 disques vendus durant cette période. Les chiffres concernant les multiples compilations de ses premières chansons sont également peu connus (The Best of / Vivre en 1988, Les Premières Années en 1993 et 1995, Gold Vol. 1 et Gold Vol. 2 en 1995, C'est pour vivre et The Collection 1982-1988 en 1997, etc.). En 1987, lorsqu'elle signe avec CBS Records, sa carrière prend une tournure internationale. Ses albums en français sortent alors dans les principaux pays francophones, dont la France. D'eux marquera le point d'orgue de sa carrière francophone, réussissant une carrière dans des pays non francophones. Il sera ainsi le premier album francophone certifié disque d'or au Royaume-Uni. S'il suffisait d'aimer sera également un très grand succès commercial. Dans les années 2000, ses albums studio en français connaissent un succès moindre en France. En 2012, son album Sans attendre, certifié disque de diamant en France devient son plus grand succès francophone depuis 1998.
| Année | Titre                     | Ventes     | Commentaire |
| ----- | ------------------------- | ---------- | --- |
| 1981  | La Voix du Bon Dieu       | 50 000     | Distribué exclusivement au Québec.                                                                                    |
| 1981  | Céline Dion chante Noël   | 25 000     | Seul disque distribué au Canada à ne pas être devenu au moins disque d'or ; distribué exclusivement au Québec.        |
| 1982  | Tellement j'ai d'amour…   | 125 000    | 1er Prix Félix pour un de ses albums et 1er Platine ; distribué exclusivement au Québec.                              |
| 1983  | Les Chemins de ma maison  | 150 000    | Distribué exclusivement au Québec.                                                                                    |
| 1983  | Chants et contes de Noël  | 75 000     | Distribué exclusivement au Québec.                                                                                    |
| 1984  | Mélanie                   | 175 000    | Distribué exclusivement au Québec.                                                                                    |
| 1985  | C'est pour toi            | 50 000     | Dernier album studio avant de changer d'image et de maison de disques ; distribué exclusivement au Québec.            |
| 1987  | Incognito                 | 500 000    | 1er disque paru chez CBS.                                                                                             |
| 1991  | Dion chante Plamondon     | 2 000 000  | Paru sous le titre Des mots qui sonnent en France. Disque de reprises avec 4 inédits.                                 |
| 1995  | D'eux                     | 10 000 000 | Album francophone le plus vendu de l'histoire du disque.                                                              |
| 1998  | S'il suffisait d'aimer    | 4 000 000  | Certifié disque de diamant en France.                                                                                 |
| 2003  | Une fille et quatre types | 1 300 000  | Certifié à 600 000 ventes en France.                                                                                  |
| 2007  | D'elles                   | 500 000    | 200 000 exemplaires certifiés en France.                                                                              |
| 2012  | Sans attendre             | 1 500 000  | 208 000 albums écoulés en une semaine dans le monde. Certifié disque de diamant en France.                            |
| 2016  | Encore un soir            | 1 500 000  | En mémoire de René Angélil. Certifié disque de diamant en France. Deuxième meilleure vente de l'année 2016 en France. |
|       | Total                     | 21 950 000 | Estimations |

### Albums studio anglophones
| Année | Titre                   | Ventes      | Commentaire                                                                                      |
| ----- | ----------------------- | ----------- | ------------------------------------------------------------------------------------------------ |
| 1990  | Unison                  | 3 000 000   | Dont 1 million (disque de platine) aux États-Unis.                                               |
| 1992  | Celine Dion             | 5 000 000   | Dont 2 millions (double disque de platine) aux États-Unis.                                       |
| 1993  | The Colour of My Love   | 20 000 000  | Dont 6 millions aux États-Unis.                                                                  |
| 1996  | Falling into You        | 32 000 000  | Un des 20 albums les plus vendus de l'histoire du disque,.                                       |
| 1997  | Let's Talk About Love   | 31 000 000, | Un des 20 albums les plus vendus de l'histoire du disque,.                                       |
| 1998  | These Are Special Times | 12 000 000  | Un des albums de Noël les plus vendus.                                                           |
| 2002  | A New Day Has Come      | 12 000 000  | 5e album le plus vendu dans le monde en 2002.                                                    |
| 2003  | One Heart               | 5 000 000   | 10e album le plus vendu dans le monde en 2003 (2 millions aux États-Unis, 1 million en Europe),. |
| 2004  | Miracle                 | 2 500 000   | Album-concept sur l'amour unissant une mère et son bébé.                                         |
| 2007  | Taking Chances          | 3 500 000   | 19e album le plus vendu dans le monde en 2007.                                                   |
| 2013  | Loved Me Back to Life   | 1 450 000   | 38e album le plus vendu dans le monde en 2013.                                                   |
| 2019  | Courage                 | 600 000     |                                                                                                  |
|       | Total                   | 127 550 000 | Estimations                                                                                      |

### Albumslive
| Année | Titre                                  | Ventes    | Commentaire                                                               |
| ----- | -------------------------------------- | --------- | ------------------------------------------------------------------------- |
| 1985  | Céline Dion en concert                 | 50 000    | 1er disque live. Sorti uniquement au Québec.                              |
| 1994  | À l'Olympia                            | 1 500 000 | 1 million certifié en Europe en 2004.                                     |
| 1996  | Live à Paris                           | 3 000 000 | 2 millions certifiés en Europe en 2004.                                   |
| 1999  | Au cœur du Stade                       | 1 000 000 | Sorti en 1999 en coffrets collector numérotés (France).                   |
| 2004  | A New Day: Live in Las Vegas           | 1 200 000 | Dont 500 000 copies aux États-Unis.                                       |
| 2010  | Taking Chances World Tour: The Concert | 240 000   | CD/DVD. Chiffre indiqué = certifications Canada et États-Unis uniquement. |
|       | Total                                  | 6 990 000 | Estimations                                                               |

### Compilations principales
| Année | Titre                              | Ventes                     | Commentaire                                                                   |
| ----- | ---------------------------------- | -------------------------- | ----------------------------------------------------------------------------- |
| 1999  | All The Way… A Decade of Song      | 22 000 000                 | 7 nouveaux titres studio et compilation.                                      |
| 2000  | The Collector's Series, Volume One | 3 000 000                  | Sorti en France sous le nom Tout en amour.                                    |
| 2005  | On ne change pas                   | 800 000                    | Disponible en CD / Double-CD / Triple-CD.                                     |
| 2008  | My Love: Essential Collection      | 2 000 000[réf. nécessaire] | Disponible en CD ou Double-CD. 42e album le plus vendu dans le monde en 2008. |
|       | Total                              | 27 800 000                 | Estimations                                                                   |

### Singles
Céline Dion pourrait avoir vendu environ 47 millions de singles dans le monde (dont 19,5 millions en certifications argent, or, platine et diamant, ainsi que 4,6 millions en ventes digitales), ses plus grosses ventes provenant des titres My Heart Will Go On (15 millions), Because You Loved Me (2,8 millions), I'm Your Angel (2,2 millions), It's All Coming Back to Me Now (2,1 millions), Think Twice (2 millions), The Power of Love (1,8 million), To Love You More (1,7 million), Pour que tu m'aimes encore (1,5 million), Immortality (1,5 million), Tell Him (1,3 million), All By Myself (1,2 million), Beauty and the Beast (1 million), That's the Way It Is (1 million), D'amour ou d'amitié (0,9 million), Sous le vent (0,9 million.

## Tournées et spectacles

### Premières prestations (1981 à 1984)
- 1981 - 1982 : Ses premières prestations en public ont lieu dès la sortie des 2 premiers albums lors de tournées de promotion dans des centres commerciaux au Québec[10]. En 1982, 1er auditoire d'envergure avec 9 000 personnes au Forum de Montréal (lors d'un spectacle de charité organisé par Quebecair)[15].
- 1983 : Elle fait ses débuts en France au MIDEM. Lors d'un concert de charité en mai, elle chante avec l'orchestre symphonique de Montréal à la Place des Arts. À l'été, elle fait ses armes en étant engagée pour divertir le public lors d'un évènement sportif au lac Saint-Jean, puis devant un très large auditoire de 44 000 personnes au lac des Dauphins à Montréal (spectacle sur une scène flottante retransmis à la télévision)[264]. Cet été, elle chante aussi à Berthierville, Roberval, Sherbrooke et Sainte-Agathe[264]. Elle donne une série de concerts dans de petits festivals[15].
- 1984 : Après des concerts au Vieux-Port de Montréal et à Québec[15], elle chante au Stade olympique de Montréal devant le pape[15]. En octobre, c'est sa première tournée en France, avec la première partie de Patrick Sébastien en province[10], puis à l'Olympia à Paris du 6 novembre au 9 décembre.

### TournéeC'est pour toi(1985)
36 concerts durant le premier semestre 1985, uniquement au Québec.
Il s'agit de sa première « vraie » tournée. Elle effectue son premier tour de chant complet dans 25 villes au Québec. Elle y interprète pour la première fois des titres en anglais (Up where we belong, Over the rainbow, What a feeling…) bien qu'elle n'en comprenne pas les paroles. Le concert du 31 mai donné à la place des Arts de Montréal fut enregistré pour son premier album live Céline Dion en concert.
Elle est critiquée pour la façon peu naturelle qu'elle a de parler au public (en récitant des textes appris par cœur entre les chansons), probablement due à sa timidité d'alors.

### TournéeIncognito(1988)
175 concerts du 11 janvier à décembre 1988, uniquement au Québec.
Première tournée d'envergure (par le nombre de dates et l'affluence), cette deuxième tournée lui permet d'être reconnue comme une artiste de scène et lui apprend à interagir avec le public. Elle débute le 11 janvier à Rouyn puis dans l'Abitibi. Du 10 février au 22 mars, elle s'installe au théâtre Saint-Denis de Montréal pour 42 représentations.
Les critiques sont très divisées. Certaines sont dithyrambiques (elle est comparée à Streisand, Garland et Ginette Reno), alors que d'autres sont sévères : Le Devoir estime qu'« elle n'a rien à dire » tandis que La Presse la désigne comme « une plate imitatrice ».

### Unison Tour(1990-1991)
75 concerts d'octobre 1990 à août 1991, uniquement au Canada (première tournée au Canada anglophone) :
1. D'octobre à décembre, elle chante au Québec. Elle commence par Drummondville et Sherbrooke (où elle perd sa voix), puis enchaîne à Montréal[1] ;
2. En mars 1991, elle chante pour la première fois au Canada anglophone (Edmonton, Toronto, Vancouver, Calgary), dans des théâtres de 500 à 1 250 places[1] ;
3. Elle retourne au Québec puis donne 37 représentations dans 25 villes du 19 mai au 4 août 1991[1].

La programmation du spectacle laisse une place importante aux chansons de l'album Unison. Elle reprend également le titre Calling You, bande originale du film Bagdad Café. Le public retrouve des extraits du concert filmé au Winter Garden Theatre de Toronto sur la VHS Unison.

### Celine Dion in Concert(1992-1993)
74 concerts du 11 juillet 1992 à 1993, au Canada et aux États-Unis.
1. Première tournée aux États-Unis : elle débute au Hollywood Bowl de Los Angeles en première partie de Michael Bolton (sur les 25 dates du Time, love and tenderness Tour)[1]. Elle intervient dans le spectacle de celui-ci sur le numéro Hold on, I'm coming.
2. Elle enchaîne tout de suite avec une tournée en tête d'affiche au Canada, dont 14 dates en inauguration du Théâtre du Capitole de Québec en fin d'année.
3. En 1993, la tournée canadienne se poursuit. En mars, 75 000 billets pour 11 dates de Toronto à Vancouver se vendent en quelques heures[1]. En avril, elle fait quelques dates au Forum de Montréal (5 500 places), qu'elle inaugure également. Le spectacle est accueilli favorablement par Sylvain Cormier, pourtant un de ses critiques les plus sévères[1].

### The Colour of My Love Tour(1993-1995)
98 concerts de 1993 à 1995 en Amérique du Nord, Japon et Europe ;
1. Un spectacle The Colour of My Love est d'abord filmé au Capitole de Québec, en septembre 1993, deux mois avant la sortie de l'album. Il servira de support, à une émission spéciale américaine et à la VHS du même nom (plusieurs mois après). Elle y rechante en novembre[1] ;
2. En février 1994, elle chante dans des théâtres dans une dizaine de villes aux États-Unis[48] ;
3. De mars à mai, elle effectue une tournée d'une trentaine de dates dans 18 villes, essentiellement au Canada anglophone (mais aussi 6 fois au Forum de Montréal en mars/avril)[1]. Son spectacle est essentiellement anglophone ;
4. Elle chante entretemps avec l'orchestre symphonique de Tokyo dirigé pour l'occasion par David Foster[1] ;
5. Du 8 juin au 27 août, elle repart en tournée avec Bolton, dans des salles de 10 000 à 20 000 places (pour plus d'une trentaine de dates également)[1] ;
6. Fin septembre, elle donne 3 spectacles principalement en français à l'Olympia de Paris (d'où sera tiré un album live). L'album se vendant bien partout sauf au Royaume-Uni, elle donne en octobre un concert destiné à son public gay (dans un théâtre londonien)[1],[48] ;
7. En novembre, elle est de nouveau au Forum de Montréal ;
8. En décembre, elle part en tournée au Japon (Tokyo, Nagoya, Osaka), 2 semaines avant son mariage ;
9. En 1995, à la suite du succès de Think Twice, les billets se vendent en moins d'1h pour 5 dates au Royaume-Uni (salles de 3 000 à 4 000 personnes) et elle donne des concerts au printemps en Écosse, Angleterre et aux Pays-Bas (incluant Pour que tu m'aimes encore, de l'album D'eux, sorti entre-temps)[1],[48].

### D'eux Tour(1995-1996)
50 concerts du 25 septembre 1995 au 3 février 1996 dans 11 pays (première tournée importante en Europe).
Après cinq concerts au Capitole de Québec (fin septembre 1995), elle chante dans 21 villes européennes. Elle chante dans des salles de 6 000 à 16 000 places (une vingtaine de fois en France dont 5 fois au Zénith de Paris et 4 à Bercy). Elle termine par 2 concerts à Bruxelles (les 2 et 3 février 1996). Le CD et la VHS Live à Paris seront captés lors de cette tournée.

### Falling into You: Around the World Tour(1996-1997)
146 concerts du 18 mars 1996 au 26 juin 1997 (coupure d'un mois en janvier 1997) ; première tournée mondiale importante, 4 continents, 18 pays
Elle chante désormais dans des arènes de 10 000 à 20 000 personnes, type Paris Bercy et des stades :
1. Elle commence le 18 mars 1996 (Perth) par 9 dates en Océanie ;
2. Amérique du Nord ;
3. Europe (44 dates dont 5 à Bercy) ;
4. En 1997, elle fait 10 dates dans les plus grandes salles du Japon, et une en Corée du Sud. Une prestation est également commanditée par le Sultan du Brunei, à Bandar Seri Begawan ;
5. Elle retourne en Amérique du Nord (d'où sera tirée la VHS Live in Memphis) ;
6. Elle termine en juin 1997 par la tournée des grands stades d'Europe : Dublin, Londres (2 soirs), Amsterdam, Bruxelles, Copenhague, Berlin et Zurich (dernier concert au Letzigrund Stadion le 26 juin)[48].

### Let's Talk About Love World Tour(1998-1999)
94 concerts du 21 août 1998 à 31 décembre 1999, tournée mondiale (3 continents, 10 pays) :
1. Elle parcourt l'Amérique du Nord à partir du 21 août à Boston ;
2. En 1999, elle commence par un concert à Hong Kong et 5 au Japon ;
3. Elle retourne chanter en Amérique du Nord ;
4. Elle donne 12 représentations dans des stades d'Europe (dont 2 fois au Stade de France) ;
5. Elle parcourt à nouveau l'Amérique du Nord jusqu'au réveillon du 31 décembre 1999, au Centre Molson de Montréal[48].

La plupart des chansons sont tirées des albums Let's Talk About Love et S'il suffisait d'aimer. Au niveau technique, la tournée se caractérise par sa scène centrale en forme de cœur. Selon le Rolling Stone Magazine, cette scène a coûté 10 millions de dollars, et coûte environ 100 000 dollars en frais de montage et démontage à chaque arrêt. 80 personnes sont affectées à la construction de la scène.

### A New Day…(2003-2007)
717 concerts du 25 mars 2003 au 15 décembre 2007 aux États-Unis.
Il s'agit d'un spectacle en résidence de mars 2003 à décembre 2007 au Colosseum du Cæsars Palace de Las Vegas. Il est donné 4 à 5 soirs par semaine pendant presque 5 ans (coupé par des pauses d'une vingtaine de jours chacune). Il génère un chiffre d'affaires estimé à 400 millions de dollars. La chanteuse attire chaque soir plus de 4 200 spectateurs, malgré des prix pour les billets réputés élevés.

### Taking Chances World Tour(2008-2009)
132 concerts du 14 février 2008 au 26 février 2009 (5 continents, 25 pays).
Après sa résidence à Las Vegas, Céline Dion souhaite enchainer sur une tournée mondiale. Dirigée par Jamie King, elle traverse les 5 continents et génère la 2e plus grosse recette de l'histoire pour une tournée d'artiste solo. Malade, elle reporte de quelques jours plusieurs concerts australiens et nord-américains,.
La liste des territoires traversés est la suivante : Afrique du Sud, Émirats arabes unis, Japon, Chine, Corée du Sud, Australie, Malaisie, Royaume-Uni, Belgique, France, Irlande, Italie, Pays-Bas, Suisse, Allemagne, République tchèque, Pologne, Autriche, Monaco, Danemark, Suède, Finlande, Mexique, Canada, États-Unis, Porto Rico.

### Céline sur les plaines(2008)
Spectacle unique le 22 août 2008 à Québec.
Céline Dion présente un spectacle en plein-air gratuit à grand déploiement, unique et exclusivement francophone. Il se déroule sur les plaines d'Abraham à Québec dans le cadre des festivités du 400e anniversaire de Québec. De nombreux invités spéciaux seront présents sur scène, avec dans l'ordre : Garou, Marc Dupré, Nanette Workman, Dan Bigras, Mes Aïeux, la famille Dion, Zachary Richard, Éric Lapointe, Claude Dubois, Jean-Pierre Ferland et Ginette Reno. Environ 250 000 personnes étaient sur place. Le spectacle est également diffusé à la télévision le 21 septembre 2008 sur TVA.

### Celine(2011-2019)
210 concerts à partir du 15 mars 2011 (pause entre août 2014 et août 2015) aux États-Unis.
Ce nouveau spectacle au Colosseum du Cæsars Palace à Las Vegas débute le 15 mars 2011, à raison de 70 représentations par année durant 3 ans. Le spectacle mêle les tubes de la chanteuse aux reprises de standards (Open arms de Journey, (If you can't sing it) You'll have to swing it (M. Paganini) d'Ella Fitzgerald, etc.), avec également un medley des grandes chansons-thèmes des films James Bond ainsi qu'un hommage à Michael Jackson. La seule chanson en français du spectacle est Ne me quitte pas de Jacques Brel. Le retour de la chanteuse à Las Vegas serait censé stimuler l'économie locale, après plusieurs mois de crise,,,,. Des discussions font passer le contrat de 3 à 5 ans, puis à 8 ans. En août 2015, après une pause d'un an, de nombreuses modifications sont apportées au spectacle : nouveau directeur musical, nouvelle setlist, nouvelles tenues.
Le 8 octobre 2016, elle réalise sa 1000e performance sur la scène du Colosseum du Caesars Palace à Las Vegas ; ainsi, au cours des 13 dernières années, plus de 4 millions de spectateurs ont assisté aux concerts de Céline Dion à Las Vegas.

### Céline… une seule fois(2013)
Neuf concerts promotionnels de juillet à décembre 2013 au Québec et en Europe.
Céline Dion donne quelques concerts exclusifs en dehors de Las Vegas en 2013. Le premier, intitulé Céline… une seule fois : Live 2013, a eu lieu le 27 juillet 2013 à Québec sur les Plaines d'Abraham devant 42 495 spectateurs. En novembre 2013, Céline Dion se produit sur scène après plus de cinq ans d'absence en Europe, à Anvers (Belgique) les 21 et 22 novembre et à Paris-Bercy pour 7 concerts complets, les 25, 26, 29, 30 novembre, 1er, 4 et 5 décembre,.

### Tournée francophone(2016)
Céline Dion s'est produite au cours de l'été 2016 pour une série de 28 concerts complets, au Canada (à Montréal, Québec et Trois-Rivières), en Belgique (à Anvers) et en France (à l'AccorHotels Arena de Paris), à l'occasion de la sortie de son album Encore un soir.

### Céline Dion Live(2017)
Céline Dion a chanté pour une série exclusive de 25 concerts à travers l'Europe dans des stades et des Arenas.
Elle est passée notamment par l'Angleterre, l'Allemagne, la Suisse, les Pays-Bas, le Danemark, la Suède et la France. Pour la première fois depuis plus de 20 ans, Céline a chanté dans les stades de plusieurs villes de province en France : Marseille, Lille, Lyon, Nice et Bordeaux.

### Céline Dion Live2018
Du 26 juin au 14 août 2018, elle réalise 22 concerts en Asie et Australie. Il s'agit de ses premières prestations sur ces continents depuis la tournée mondiale Taking Chances, en 2008.

### Courage World Tour(2019-2020)
Céline Dion annonce[Quand ?] le Courage World Tour, un programme de 122 concerts en Amérique du Nord, en Europe et au Moyen-Orient. La tournée s'étend sur un an durant lequel Céline Dion présente son album homonyme. Le 15 janvier 2022, une déclaration publiée sur le site Web et ses comptes de médias sociaux, informe que les dates de concerts aux États-Unis et au Canada pour mars-avril 2022 sont annulées en raison de « spasmes musculaires graves et persistants » qui empêchent la chanteuse de se produire sur scène. En décembre 2022, Celine Dion qui est atteinte du syndrome de la personne raide, annonce l'annulation de sa tournée européenne qui devait avoir lieu à partir de février 2023.

## Jeux olympiques

### Jeux olympiques d'été de 1996
Invitée de marque de la cérémonie d'ouverture, elle y interprète l'hymne de l'édition : The Power of the Dream composée spécialement par Kenneth Edmonds et David Foster qui lance l'évènement.

### Jeux olympiques d'été de 2024
Invitée de marque de la cérémonie d'ouverture, elle y reprend l'Hymne à l'amour popularisé par la chanteuse française Édith Piaf dans une mise en scène de Thomas Jolly comme final de l'évènement.

## Filmographie

### Séries télévisées
Céline Dion fait ses débuts de comédienne le 9 mars 1990, dans la mini-série de 4 épisodes Des fleurs sur la neige, présentée sur la télévision de Radio-Canada. Elle joue le rôle d'Élisa Trudel, l'héroïne de cette mini-série, et interprète Prenez-moi, la chanson du générique.
Le 21 mai 1997, Céline Dion apparaît dans son propre rôle dans le 100e épisode de la série Une nounou d'enfer, et chante It's All Coming Back to Me Now et un extrait de Ce n'était qu'un rêve.
Le 15 novembre 1998 sur CBS, elle joue à nouveau son propre rôle dans le 100e épisode de la série Les Anges du bonheur. Son cachet pour cet épisode spécial a été versé à la Fondation contre la fibrose kystique. Pendant l'épisode, elle chante Love Can Move Mountains.
Elle fait également une apparition dans l'épisode spécial Noël chez les Paré en 2002 de La Petite Vie.
En novembre 2007, Céline Dion apparaît dans son propre rôle dans la série La Force du destin, et chante Taking Chances.

### Cinéma
En 2008, le réalisateur Jeff Woolnough réalise un biopic consacré à la vie de la chanteuse exclusivement pour la télévision sous le nom de Céline. La chanteuse est incarnée par l'actrice Christine Ghawi qui remportera un Prix Gemini dans la catégorie Meilleure actrice dans un téléfilm ou une mini-série.
Dans la comédie franco-belge de 2012 Sur la piste du Marsupilami, l’interprète témoigne dans le générique de fin à propos de la séquence pendant laquelle Lambert Wilson danse et chante en parodiant la chanteuse,.
Le 21 mars 2014, le film Muppets Most Wanted sort au cinéma, aux États-Unis. Dans ce récit cinématographique, il y apparaît plusieurs personnalités dont Céline Dion, qui interprète également un titre Something So Right en compagnie de Miss Piggy, Kermit et Les Muppets.
Aline (2020) est un film de Valérie Lemercier inspiré de la vie de la chanteuse. La marraine et le parrain de Céline Dion n'ont pas apprécié le film du fait d'erreurs factuelles sur sa vie.
En 2023, elle joue son propre rôle dans le film Love Again : un peu, beaucoup, passionnément (Aimer encore au Canada francophone).
En 2027, elle fera la voix de Sugartail, la mère du personnage principal du film d'animation 3D prévu en 2027, High in the Clouds, basé sur le livre d'enfant écrit par Paul McCartney.

## Distinctions
Durant sa carrière, Céline Dion a été régulièrement honorée par ses pairs. Parmi les récompenses les plus prestigieuses, on peut citer :
- 41 Prix Félix
- 2 Yamaha Symphony Orchestra Award (Japon)
- 1 Prix Métrostar
- Première place de l'Eurovision
- 3 MuchMusicVideoAward (Canada)
- 20 Juno award (Canada)
- 3 GoldenGlobeAward
- 3 Academy award
- Prix du gouverneur général
- 9 WorldMusicAward
- 6 GrammyAward
- 9 Billboard Award
- Ivor novella Award
- 2 IvornovellaAward
- 9 JapanGoldDiscAward
- 3 Prix BAMBI (Allemagne)
- 4 VH1 Award
- 3 Victoires de la musique (France)
- IRMA Awards (Irish)
- 2 MIDEM (Europe)
- Médaille des arts et des lettres (France)
- National TV2 Award (Danemark)
- 2 AMIGO Award (Espagne)
- 1 FM Select Diamond Award (Hong Kong)
- 2 Coca cola Full Blast Music Award (Afrique du Sud)
- Irish Recorded Music Award
- 3 Prix Pop Corn (Grèce)
- International Achievement in Arts Award
- 3 Prix NARM
- Ordre du Québec
- Ordre du Canada
- Hungarian Record Industry Award
- BMI Pop award
- 2 Performance Magazine Reader’s Poll
- EchoAward (Allemagne)
- 3 WalkofFame (Canada)
- 7 AmericanMusicAward
- People’s Choice Award
- Blockbuster
- 2 NRJMusicAward
- 2 PrixDragon (Pologne)
- 2 Prix Socan
- Ordre national de la Légion d'honneur
- Doctorat honorifique
- Compagnon de l’ordre du Canada